# Regionaler Naturpark Baie de Somme Picardie Maritime

Logo des Naturparks

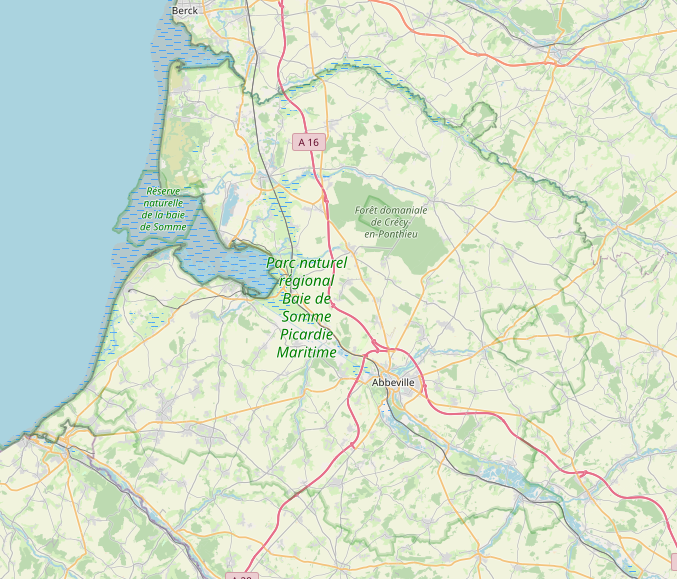
Lageplan des Naturparks

Der Regionale Naturpark Baie de Somme Picardie Maritime (französisch Parc naturel régional de la Baie de Somme Picardie maritime) liegt in der französischen Region Hauts-de-France, im Département Somme, nordwestlich von Amiens. Das Gebiet wird in seiner Mittelachse vom Mündungsabschnitt des Flusses Somme von Südost nach Nordwest durchquert und erstreckt sich rund um die Stadt Abbeville, die sich etwa im Zentrum des Naturparks befindet. Das Gebiet entspricht in etwa der ehemaligen Grafschaft Ponthieu.

## Parkverwaltung
Die Gründung des Naturparks erfolgte am 28. Juli 2020. Der Park umfasst aktuell eine Fläche von rund 135.000 Hektar. 134 Gemeinden mit einem Einzugsgebiet von etwa 130.000 Bewohnern bilden den Park. Die Parkverwaltung mit dem Maison du Parc hat ihren Sitz in Abbeville (50° 6′ 4″ N, 1° 49′ 32″ O).

## Größere Orte im Park
Die Besiedelung des Gebietes ist sehr unterschiedlich. Von der Stadt Abbeville aus betrachtet, befinden sich die dichter besiedelten Orte im Westen und Südwesten. Die übrigen Gebiete haben zumeist nur kleinere Siedlungen. 
Größere Gemeinden sind:
- Abbeville im Zentrum,
- Saint-Valery-sur-Somme im Westen,
- Cayeux-sur-Mer im Westen,
- Rue im Nordwesten,
- Friville-Escarbotin im Südosten,
- Feuquières-en-Vimeu im Südosten,
- Mers-les-Bains im Südosten.

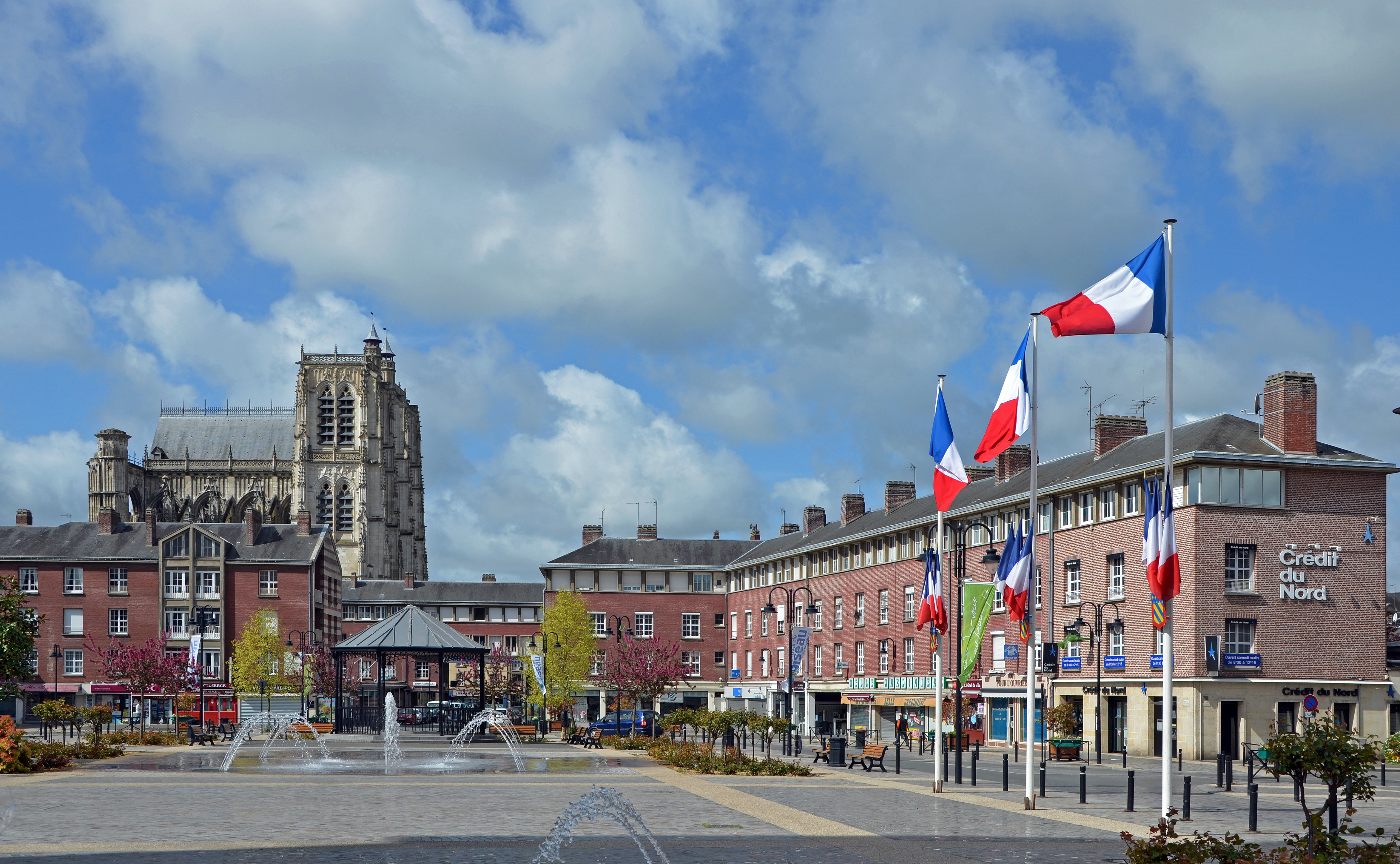
Platz Max Lejeune in Abbeville
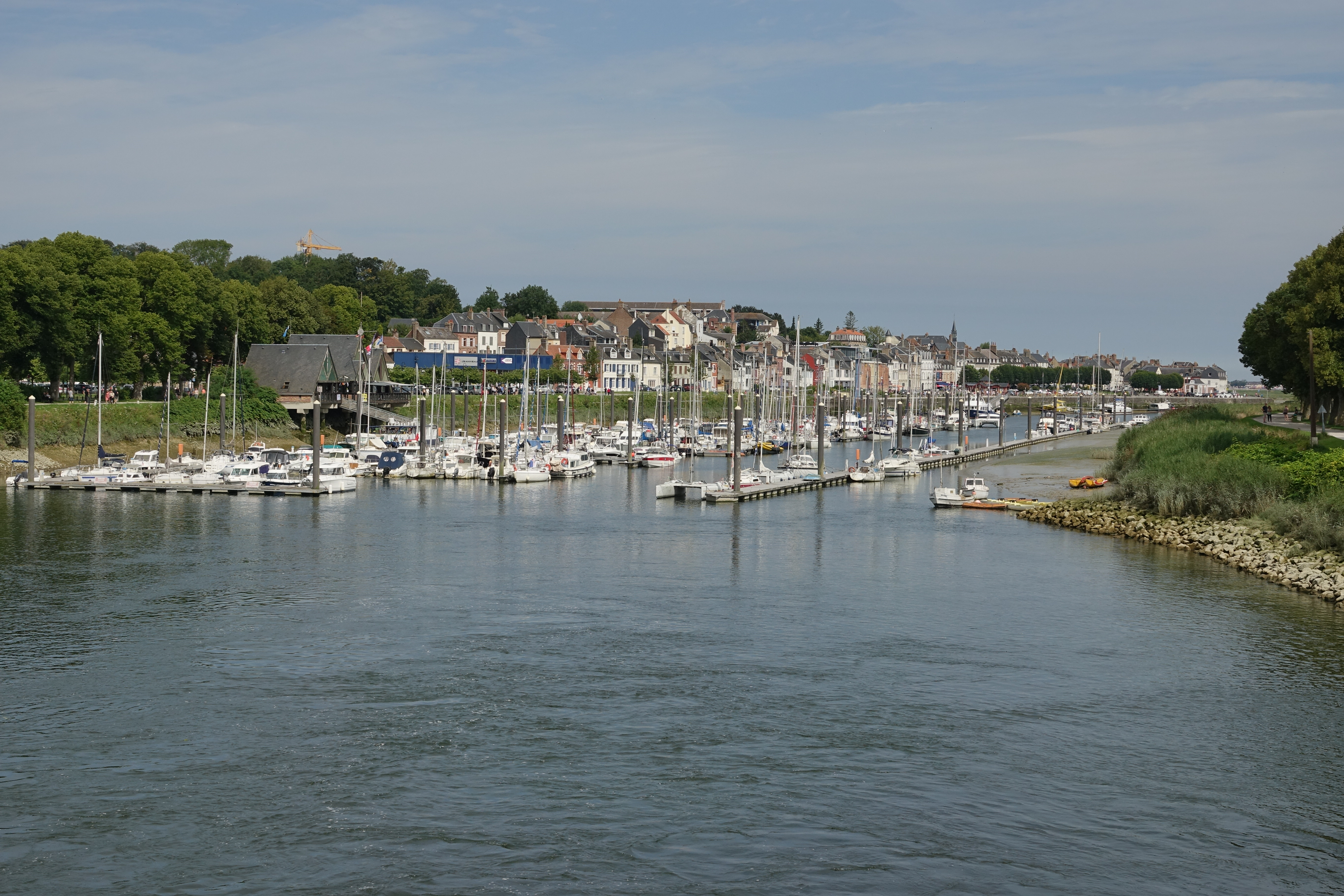
Der Hafen von Saint-Valery-sur-Somme an der Somme
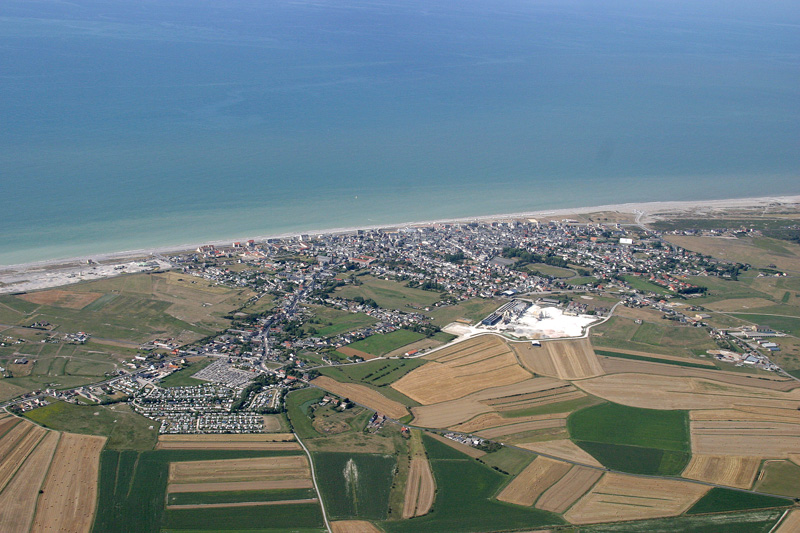
Cayeux-sur-Mer, ein Badeort am Ärmelkanal
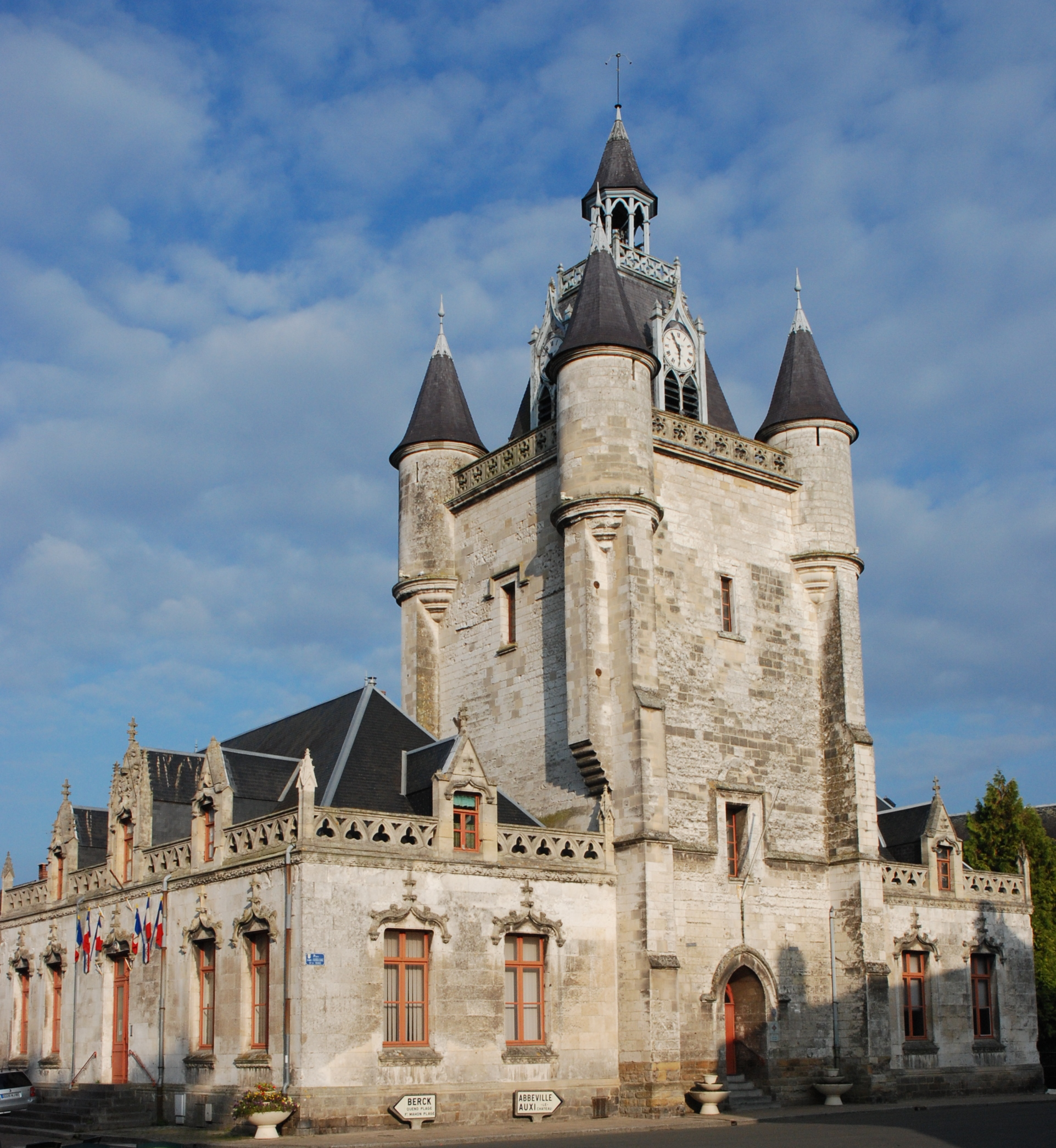
Der Belfried von Rue
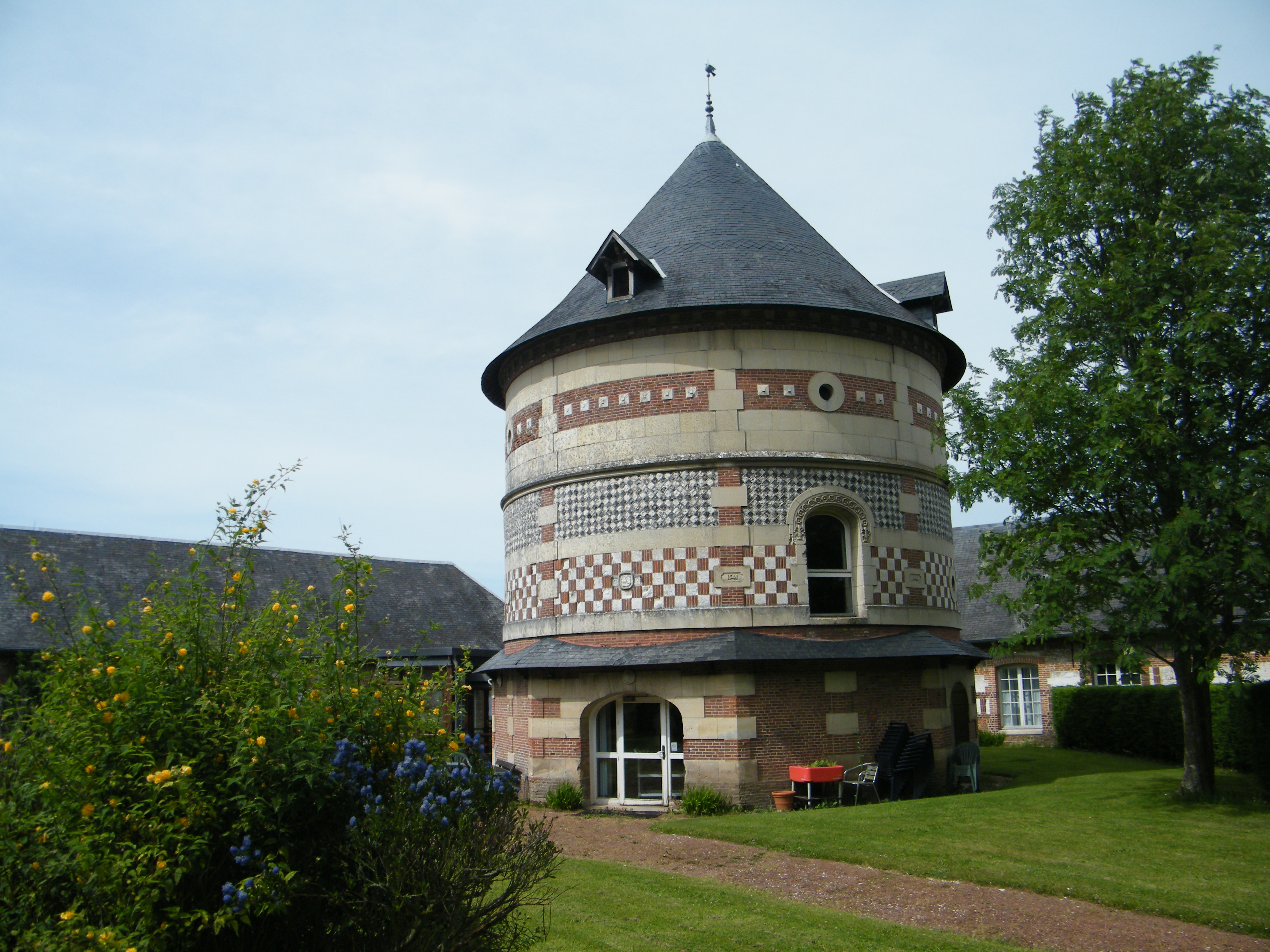
Taubenkobel im Schloss Friville
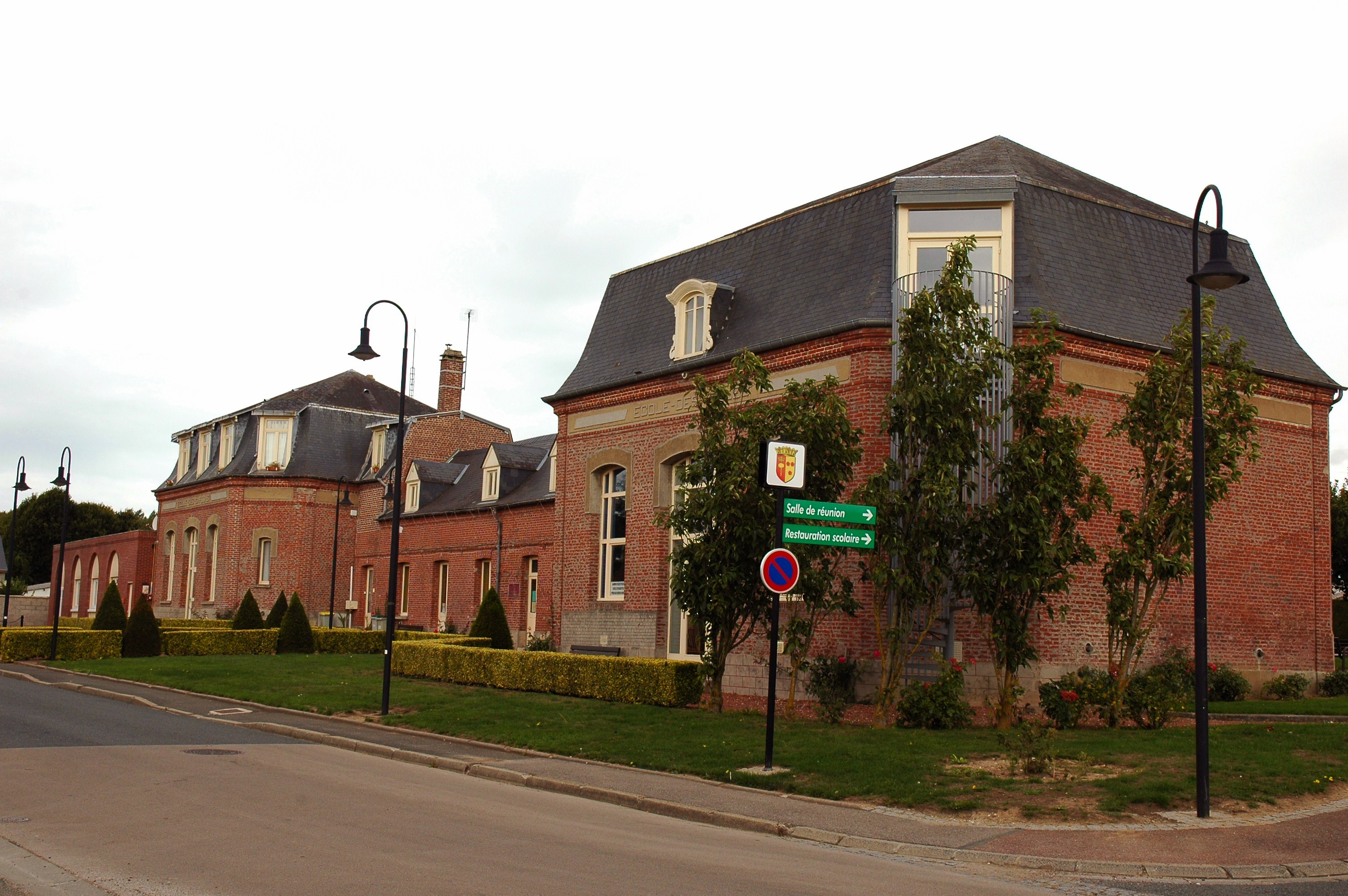
Veranstaltungszentrum in Feuquières-en-Vimeu
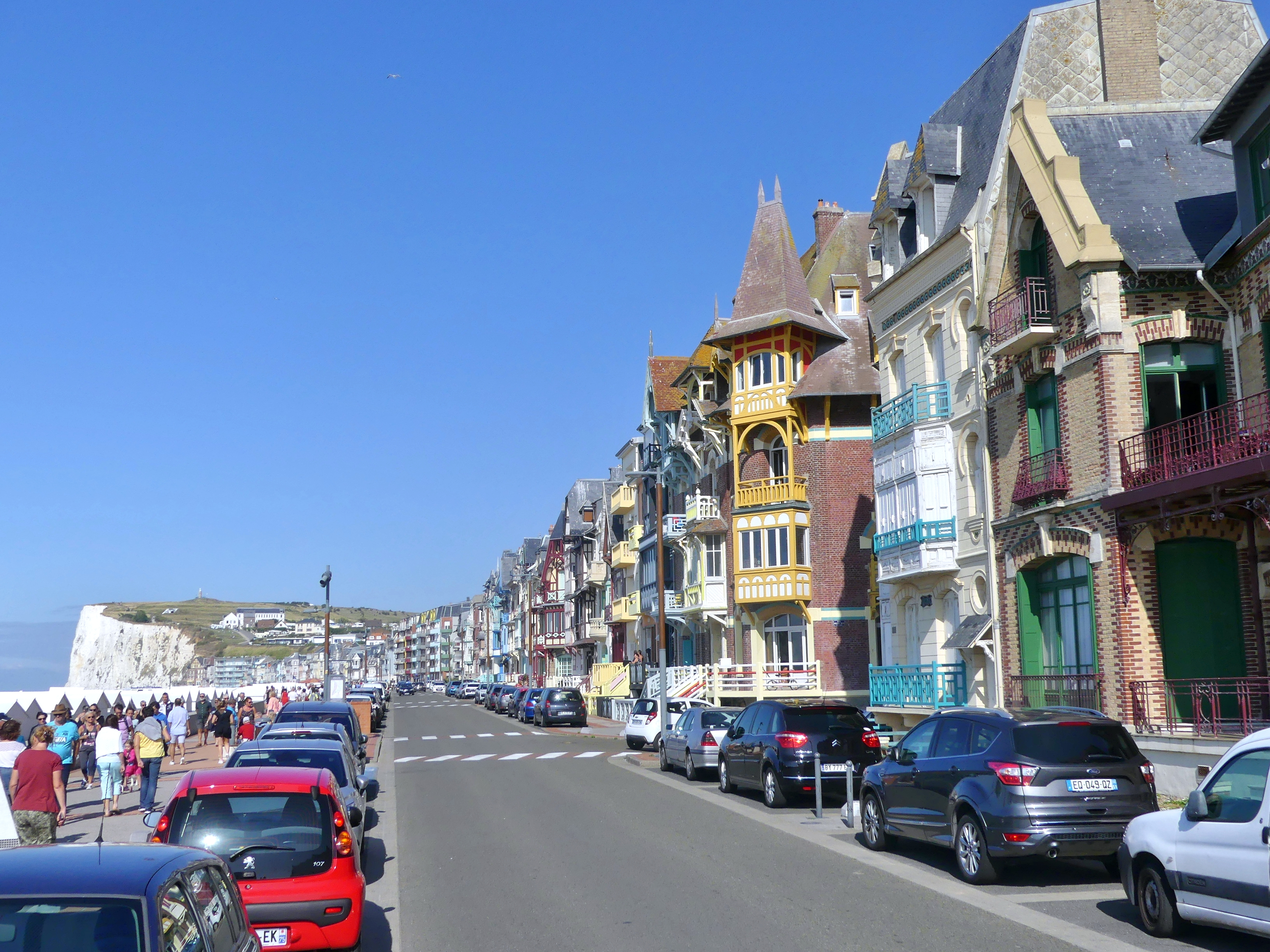
Blick auf den Küstenort Mers-les-Bains

## Landschaften

### Côte Picarde
Die Küstenlandschaft am Ärmelkanal erstreckt sich von der Mündung des Authie in Norden bis zur Mündung der Bresle im Süden und beinhaltet auch die Mündung der Somme, die als Somme-Bucht bezeichnet wird, aber in Wirklichkeit ein Mündungstrichter ist. Die Côte Picarde bildet die Festlandgrenze zum anschließenden Meeresnaturpark Estuaires Picards et Mer d’Opale.
Der Küstenbereich ist über weite Strecken von flachen Stränden mit Kies- oder Sandbedeckung und Küstendünen geprägt und bildet eine Landschaft, die besonders von Badegästen touristisch genutzt wird. Ganz im Süden des Gebietes sind zusätzlich eindrucksvolle Kreidefelsen an der Küste zu finden. Eine ganz andere Landschaftsform bildet der Bereich um die Somme-Bucht, hier beherrschen Salzwiesen, Schlickzonen und Sandbänke bei wechselnden Gezeiten die Natur.

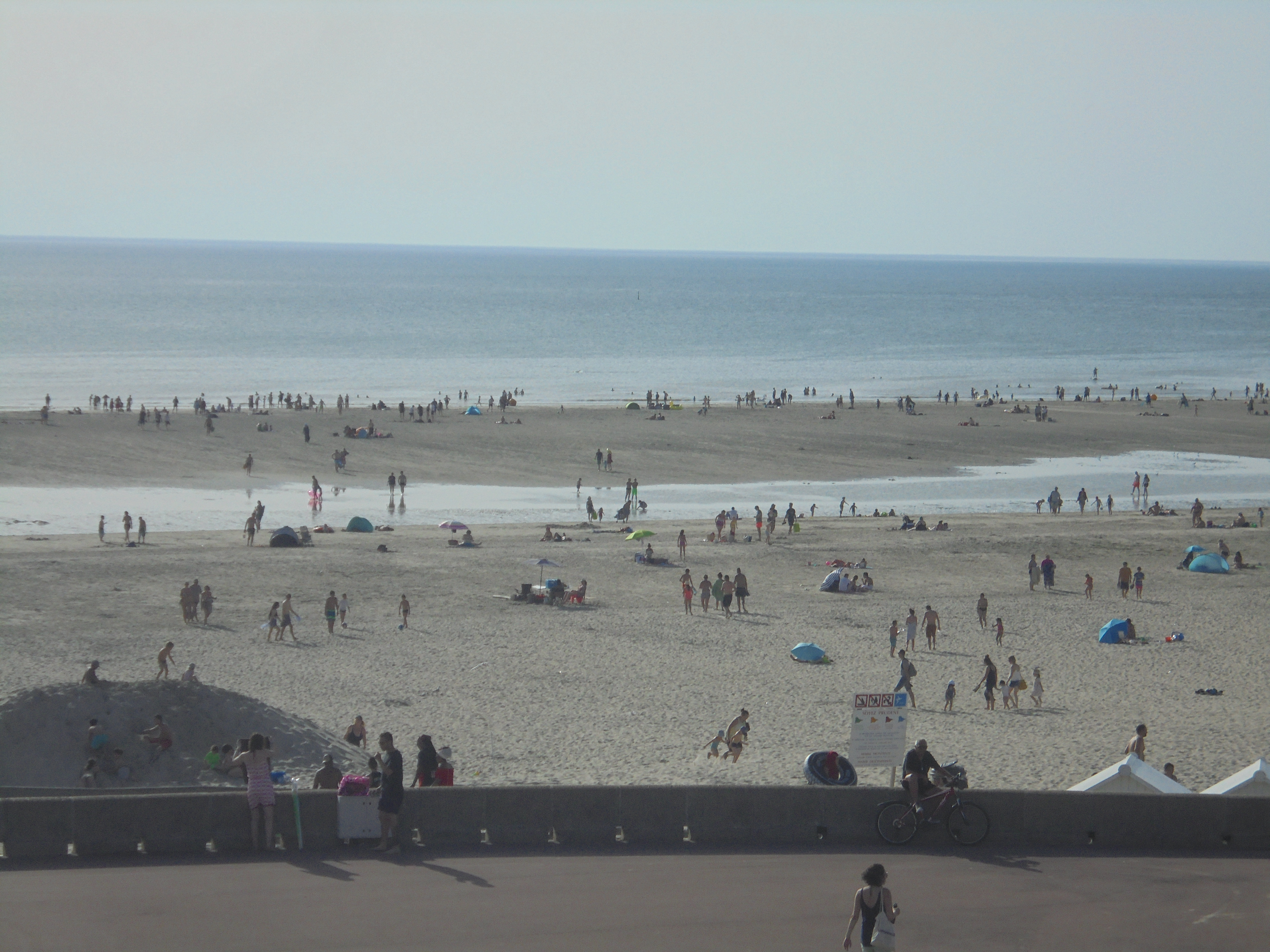
Badetourismus in Fort-Mahon-Plage
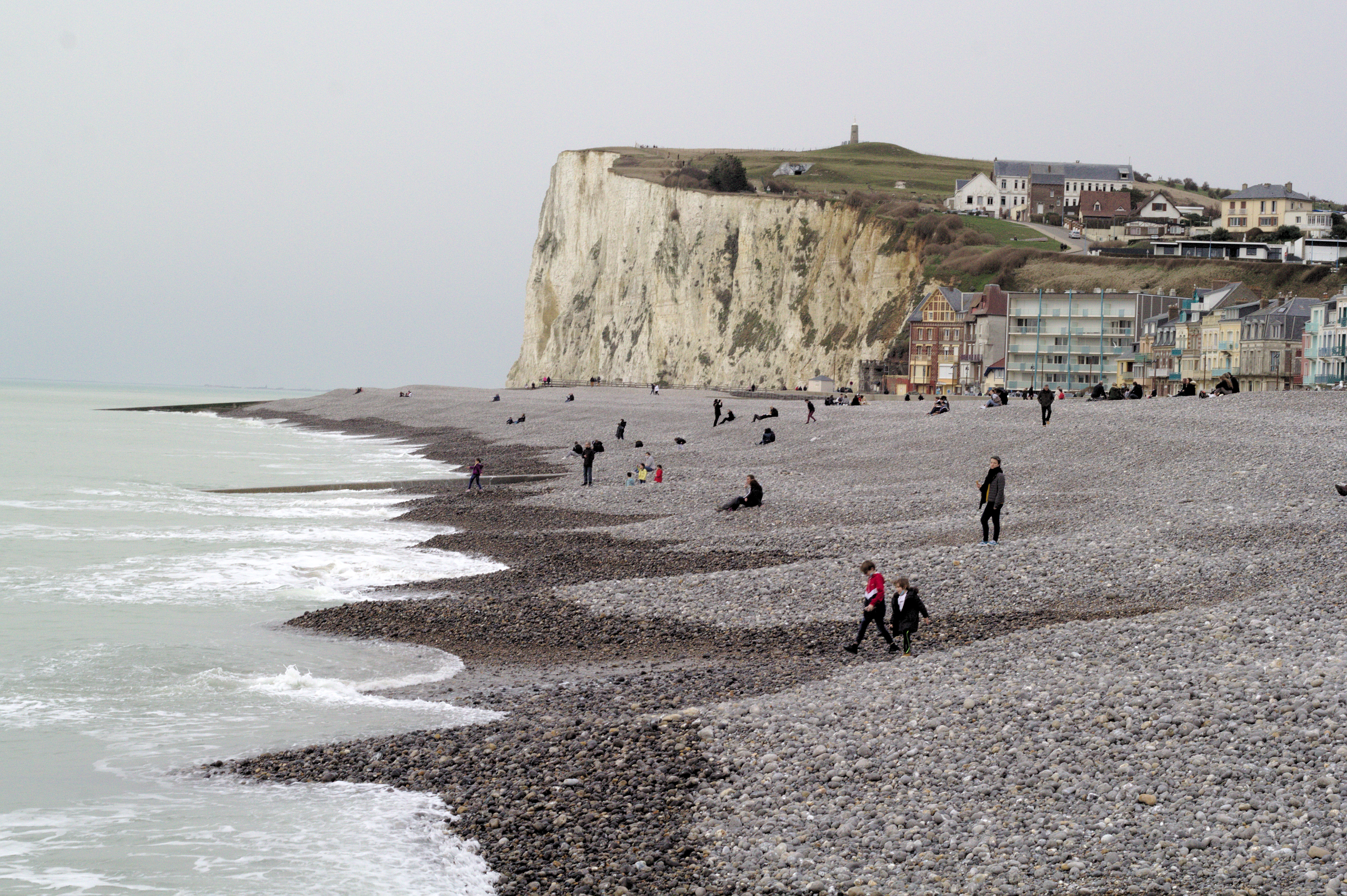
Kreidefelsen bei Mers-les-Bains
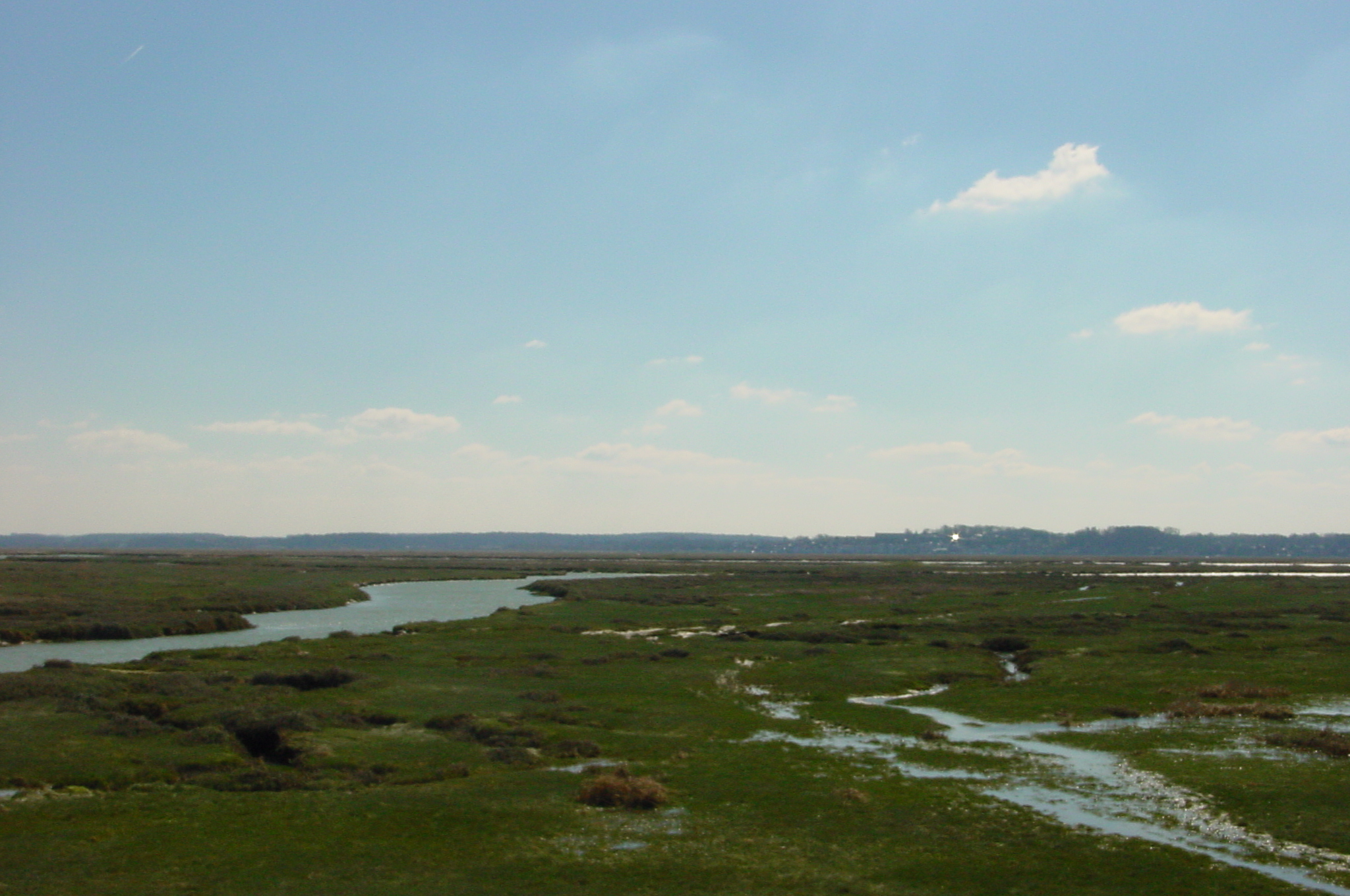
Salzwiesen bei Saint-Valery-sur-Somme
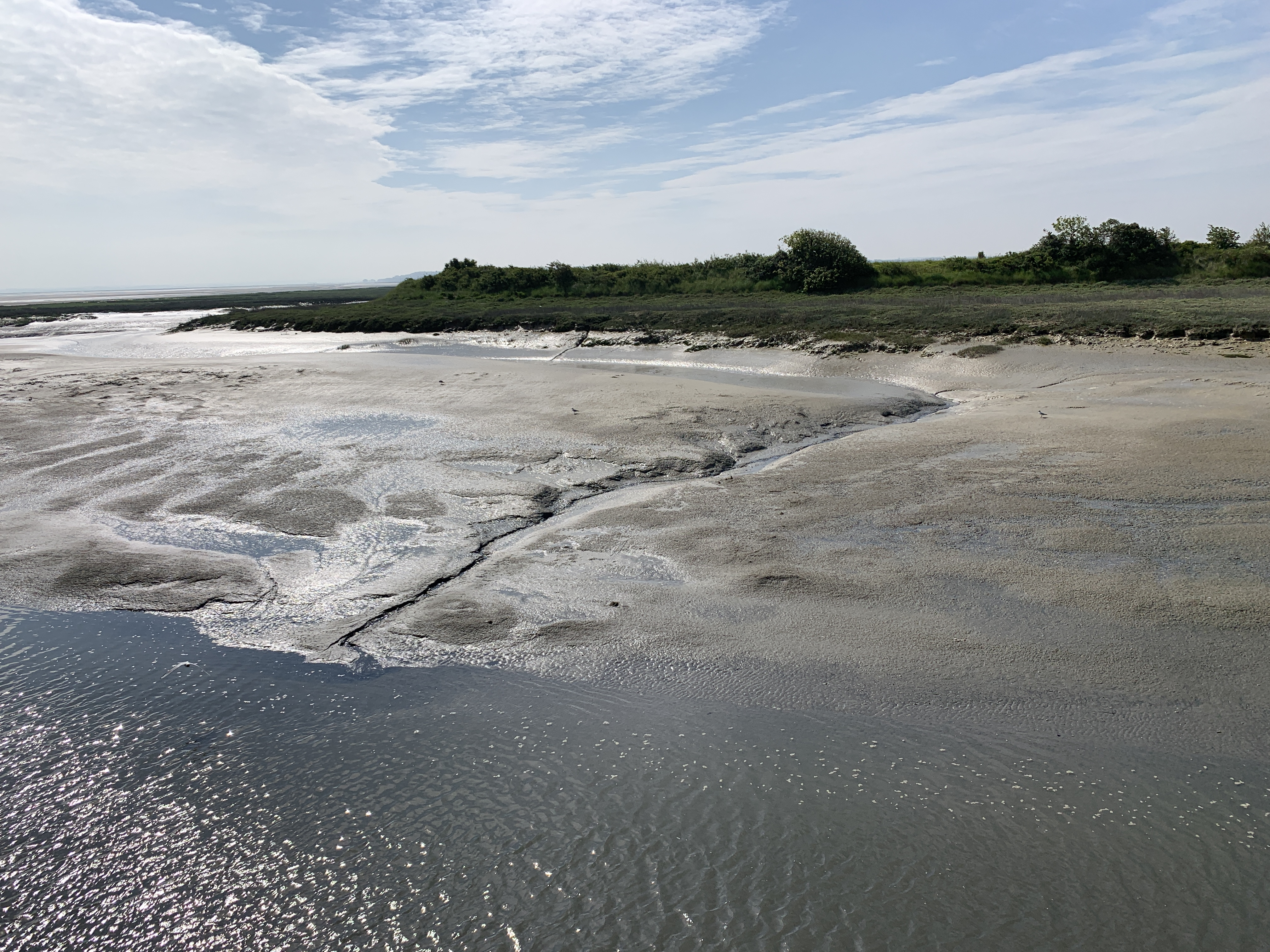
Schlick bei der Pointe du Hourdel, Gemeinde Cayeux-sur-Mer

### Tal der Somme
Die Somme ist ein rund 245 Kilometer langer Fluss, der in seinem Mündungsabschnitt etwa 35 Kilometer den Naturpark passiert. Sie ist durch ihren Verlauf im Kreidegestein ein typisches Fließgewässer, das sich durch ein sehr geringes Gefälle, langsame Strömung und gleichmäßige Abflussmengen auszeichnet, die zusätzlich von einer permanenten Sickerströmung gespeist werden. Der Fluss mündet in einem Ästuar, genannt Somme-Bucht, zwischen den Orten Le Crotoy (im Norden) sowie Saint-Valery-sur-Somme (im Süden) in den Ärmelkanal und bildet dort das Naturschutzgebiet Réserve naturelle de la Baie de Somme.
Das tief eingeschnittene Tal der Somme ist ein grünes und feuchtes Band durch die trockene Hochebene der Picardie. Auf dem flachen Grund dieses Schwemmtals mit steilen Hängen teilt sich der Fluss manchmal in mehrere Arme, deren Ufer mit Weiden und Pappeln übersät sind. Manchmal breitet sich das Wasser in vielerlei Teiche, Schwarztorfmoore oder Sümpfe aus. Diese Räume wurden früher zur Gewinnung von Torf ausgebeutet, heute werden sie zum häufig zum Jagen und Fischen verwendet. Der Torf, der den Grund des Somme-Tals über mehrere Meter ausfüllt, nimmt bei Hochwasser Feuchtigkeit auf und speichert sie. All diese Bereiche verfügen über eine große ökologische Vielfalt, deren Erhaltung sich der Naturpark zu Ziel gesetzt hat.
Im 19. Jahrhundert wurde der Flusslauf für die Schifffahrt nutzbar gemacht. Aufgrund der gegebenen natürlichen Verhältnisse war dies nur in Form eines parallel verlaufenden Kanals möglich. Dieser wird oberhalb von Abbeville Canal de la Somme, unterhalb der Stadt Canal Maritime d’Abbeville à Saint-Valery genannt und wird heute als Verkehrsader wirtschaftlich kaum noch genutzt.

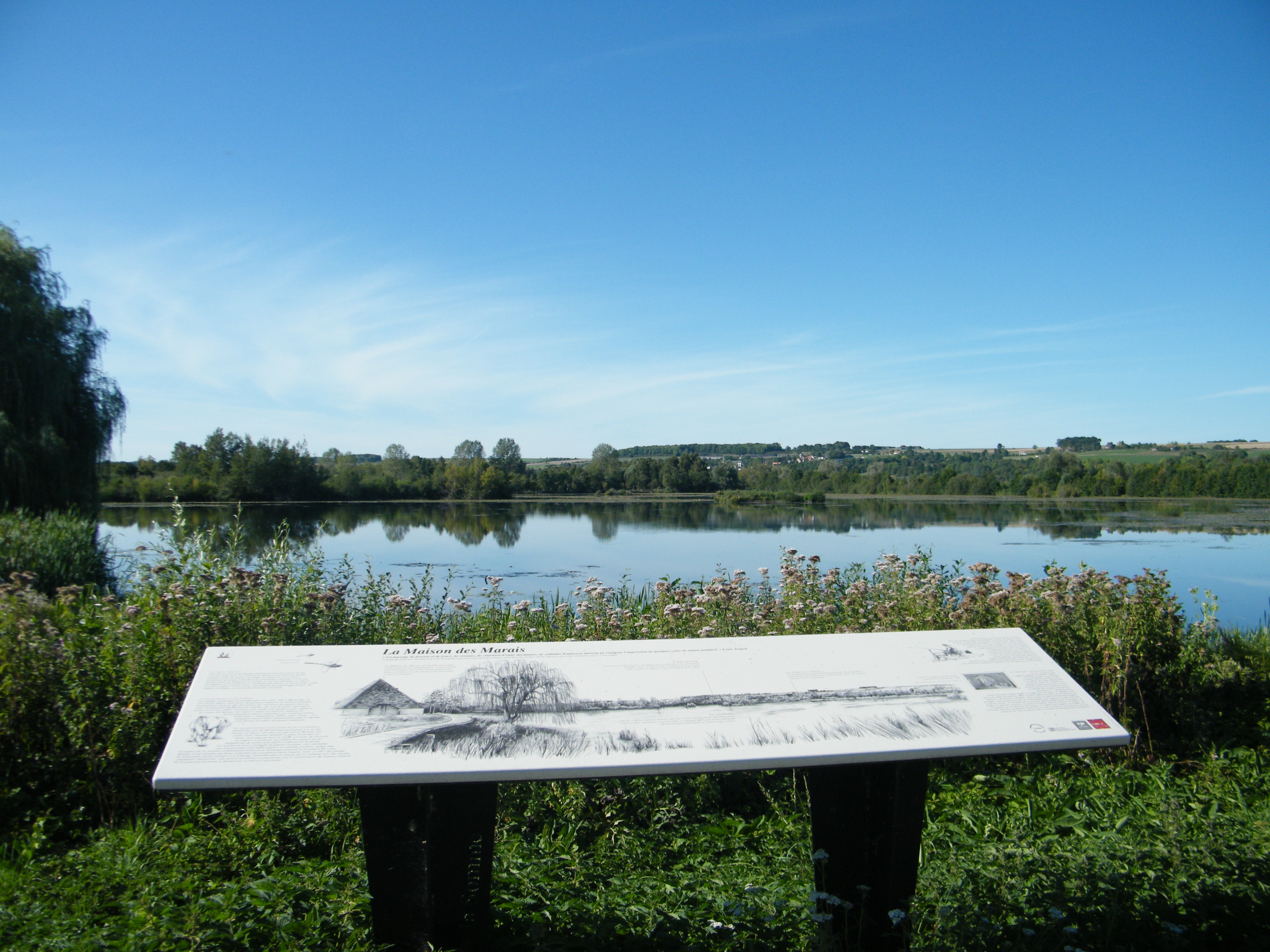
Blick ins Somme-Tal bei Longpré-les-Corps-Saints
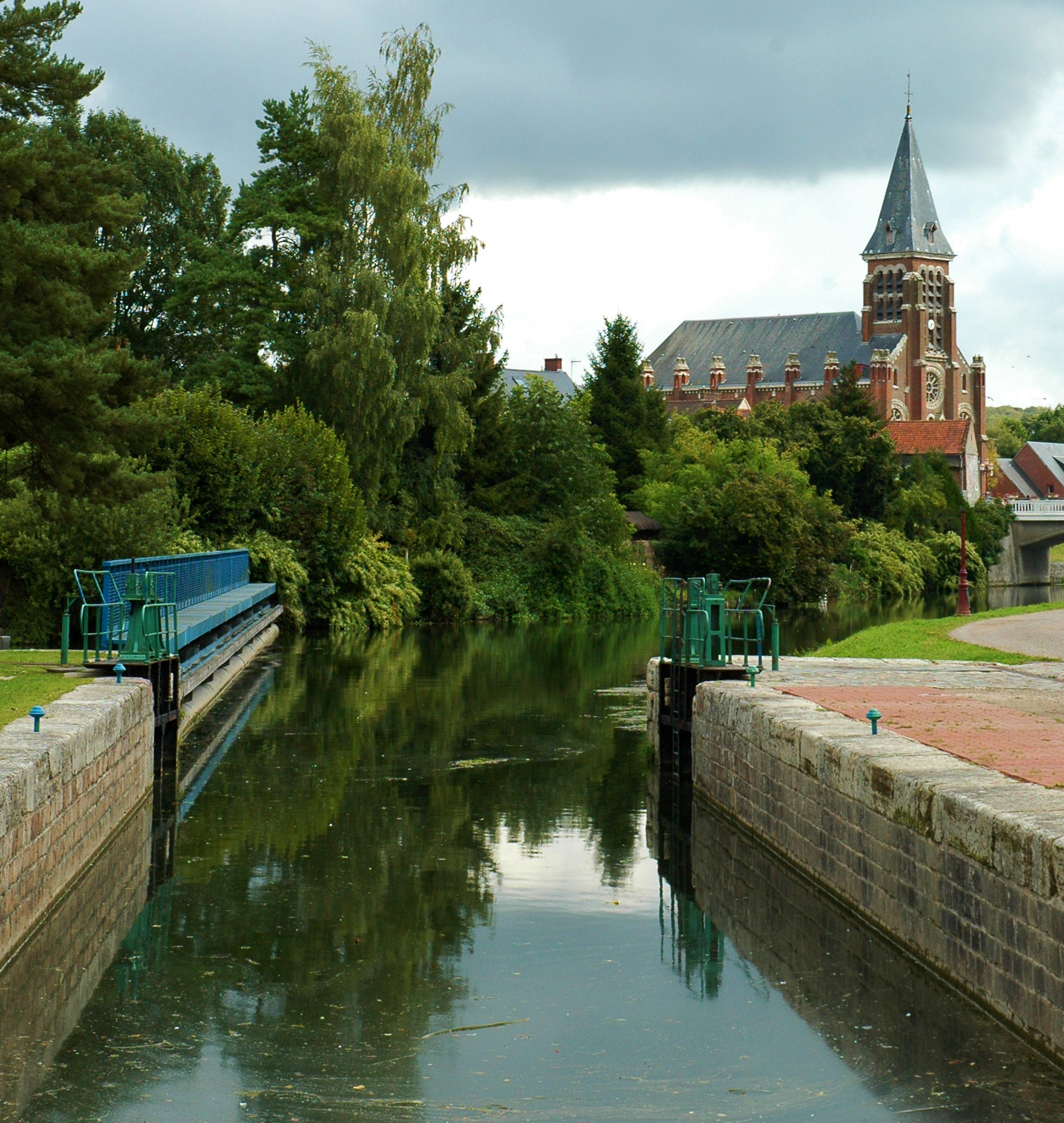
Schleusenanlage am Kanal bei Pont-Remy
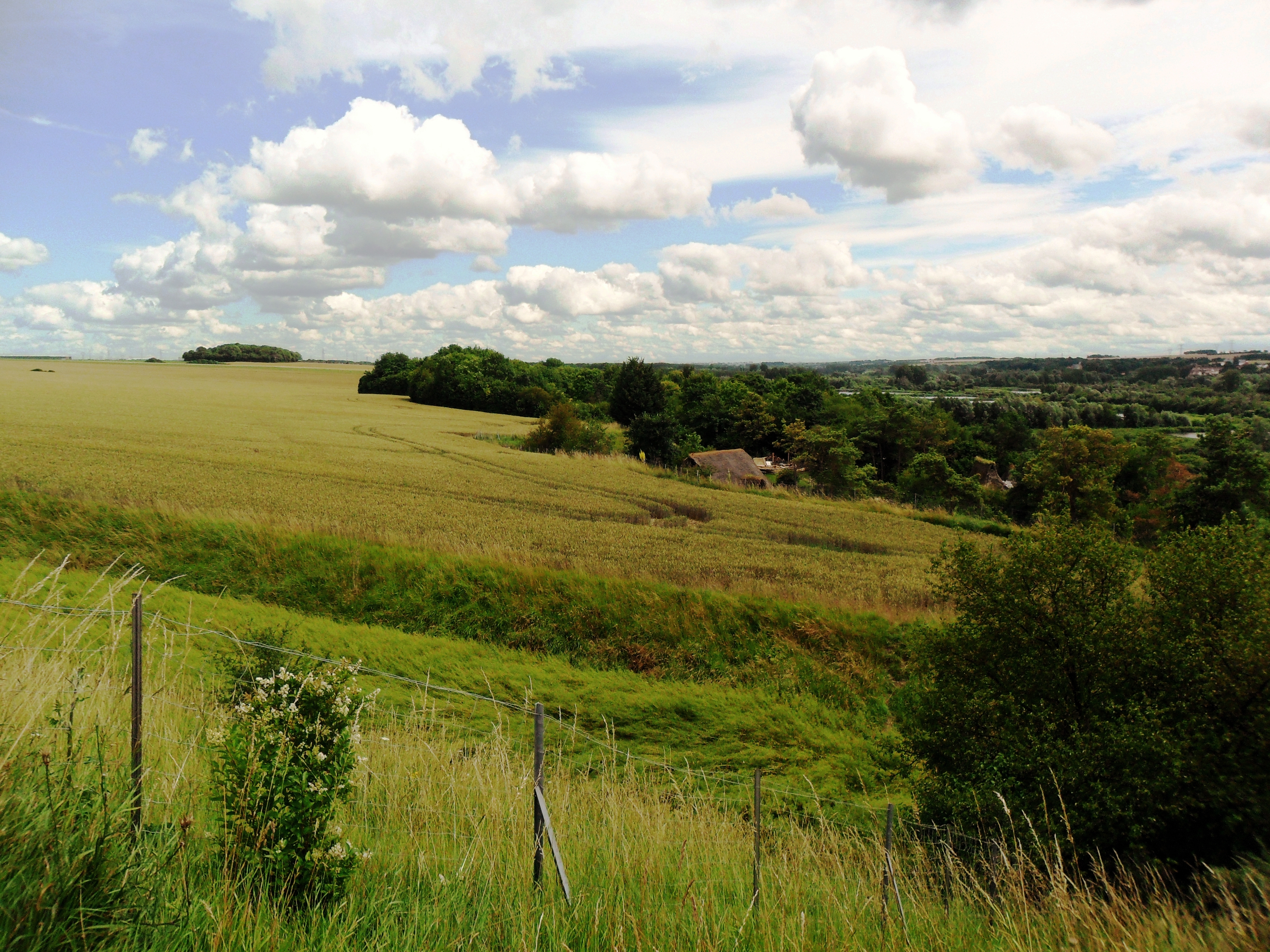
Blick ins Somme-Tal zwischen Pont-Remy und Cocquerel
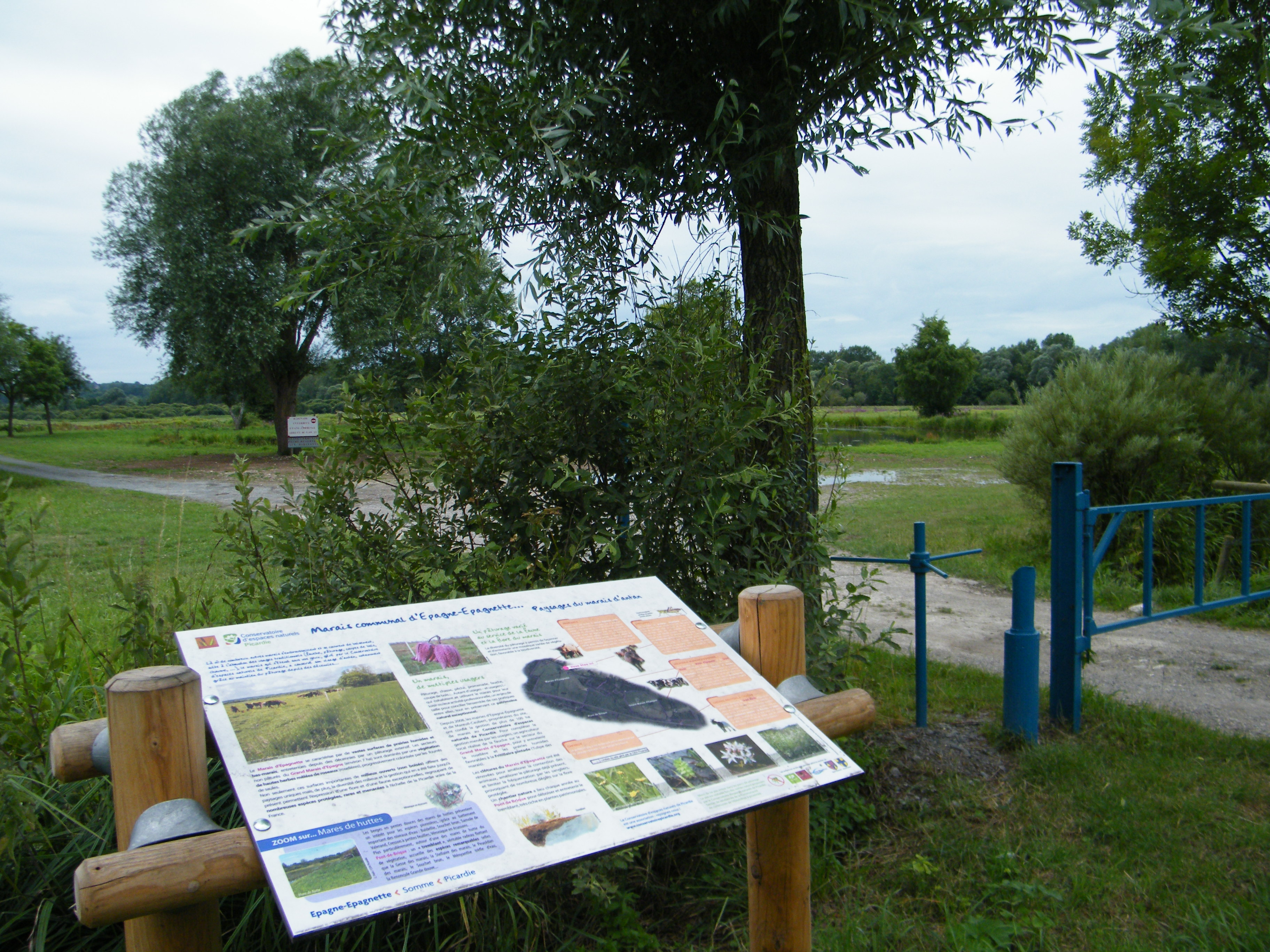
Sumpfgebiet bei Épagne-Épagnette
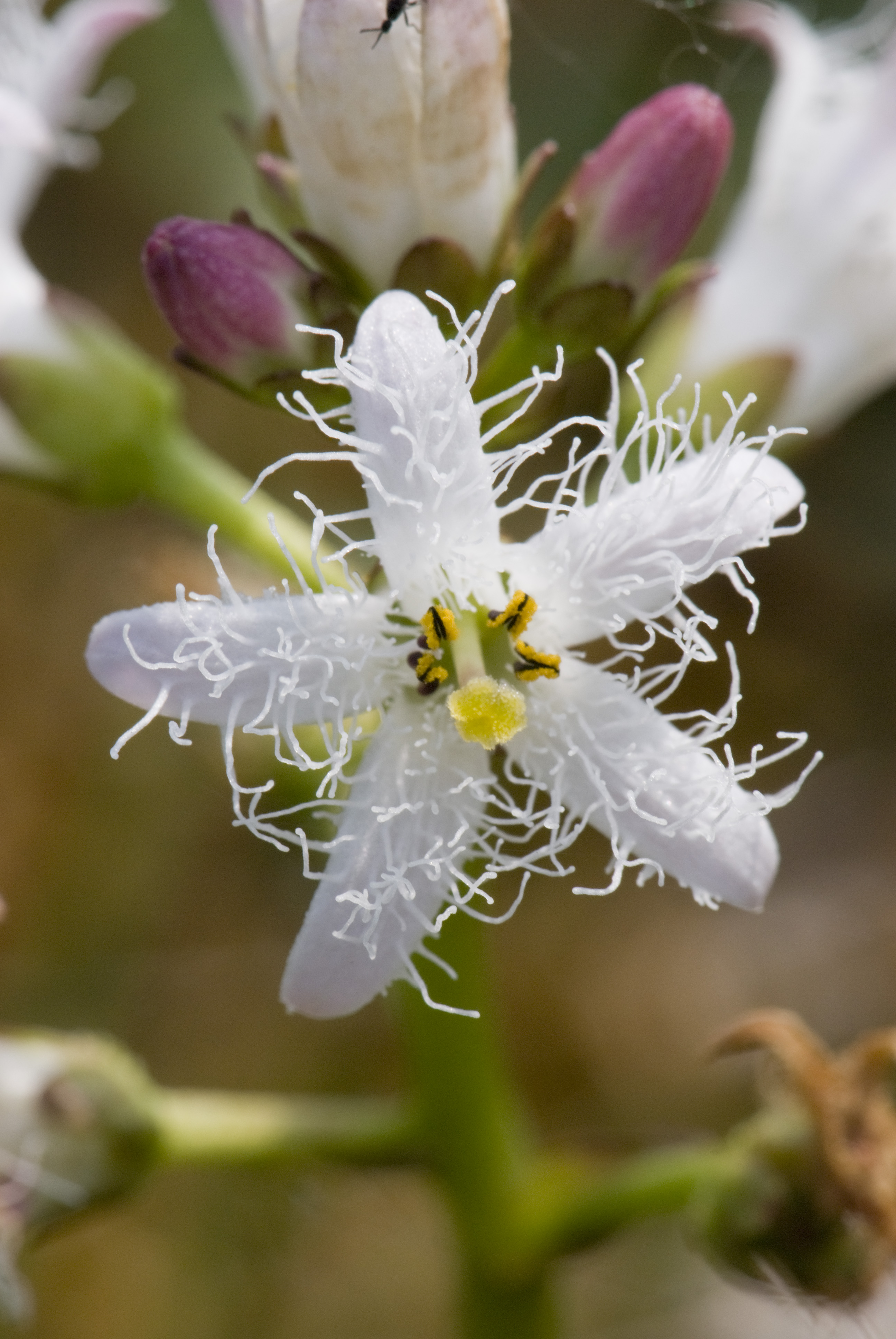
Fieberkleegewächs in Mareuil-Caubert
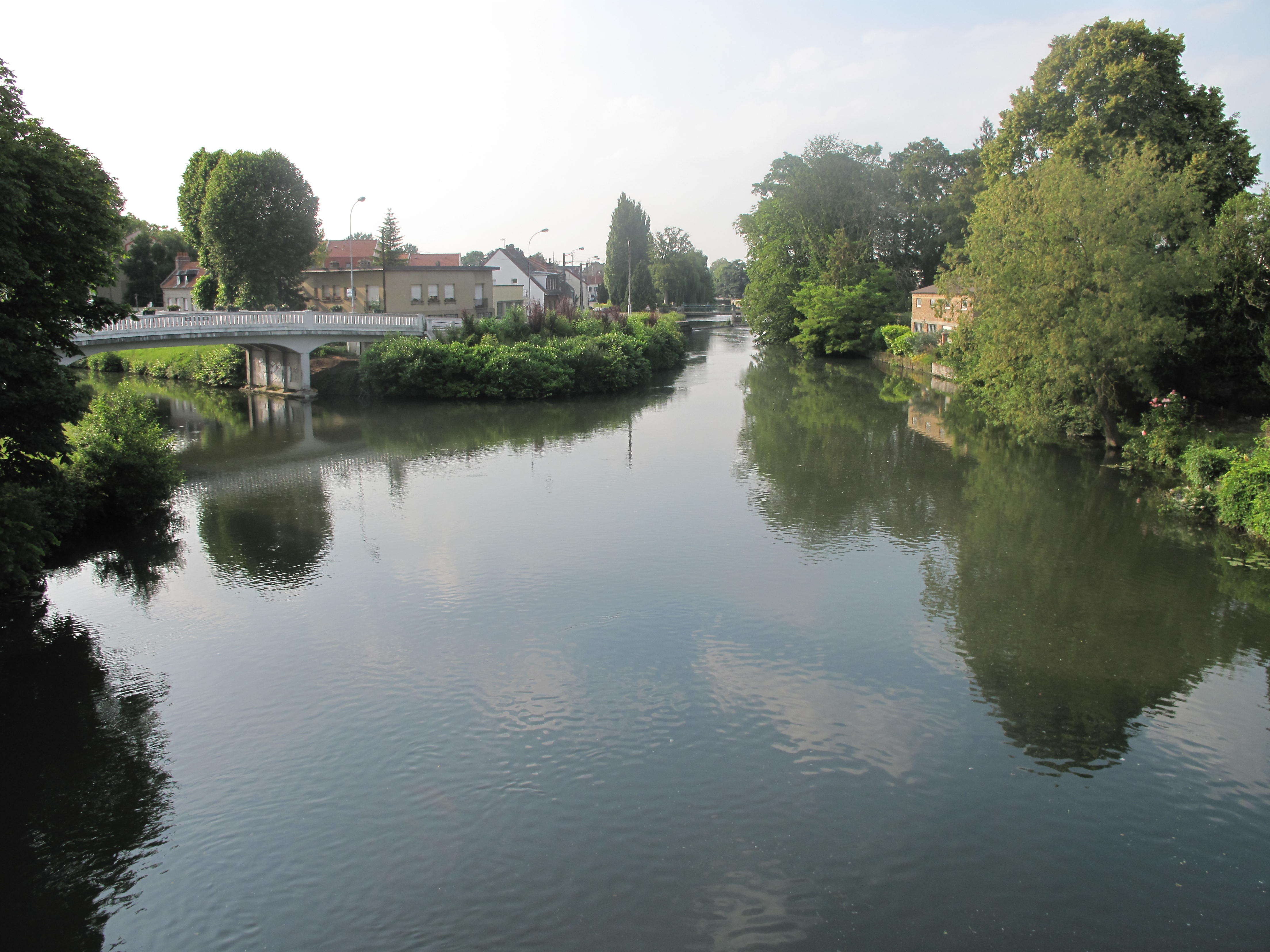
Die Somme in Abbeville
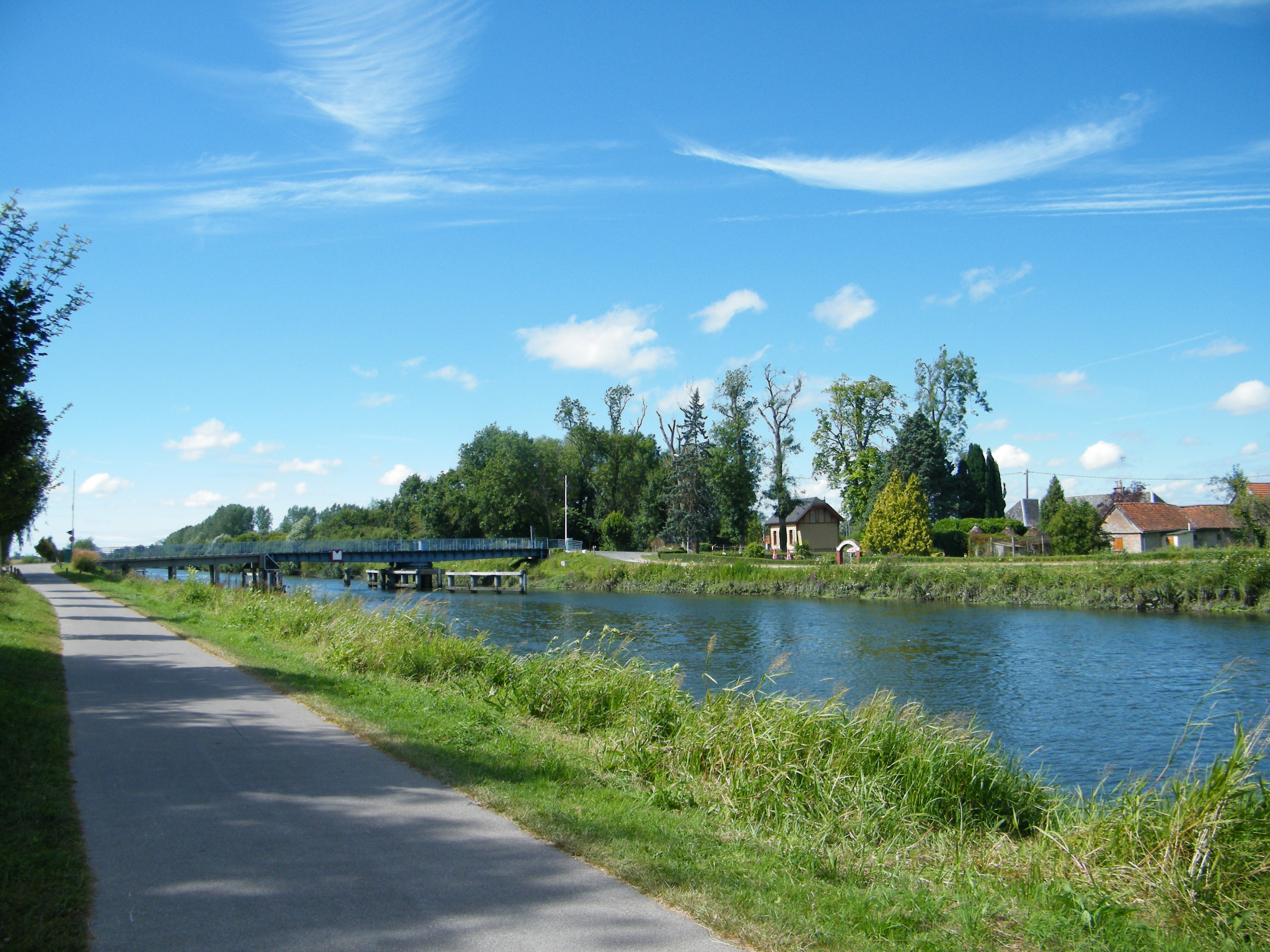
Drehbrücke am Kanal bei Saigneville
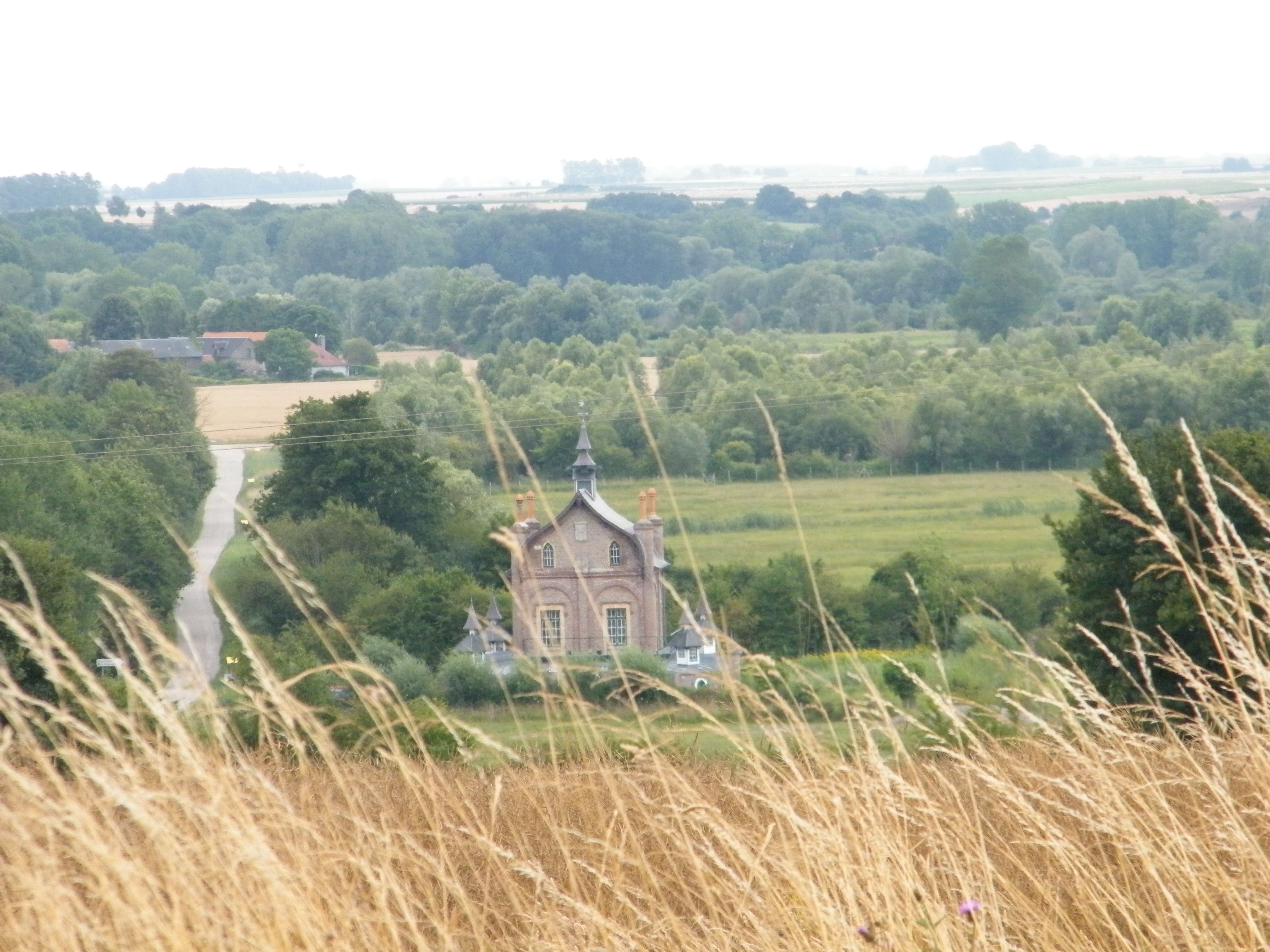
Blick ins Somme-Tal von Port-le-Grand
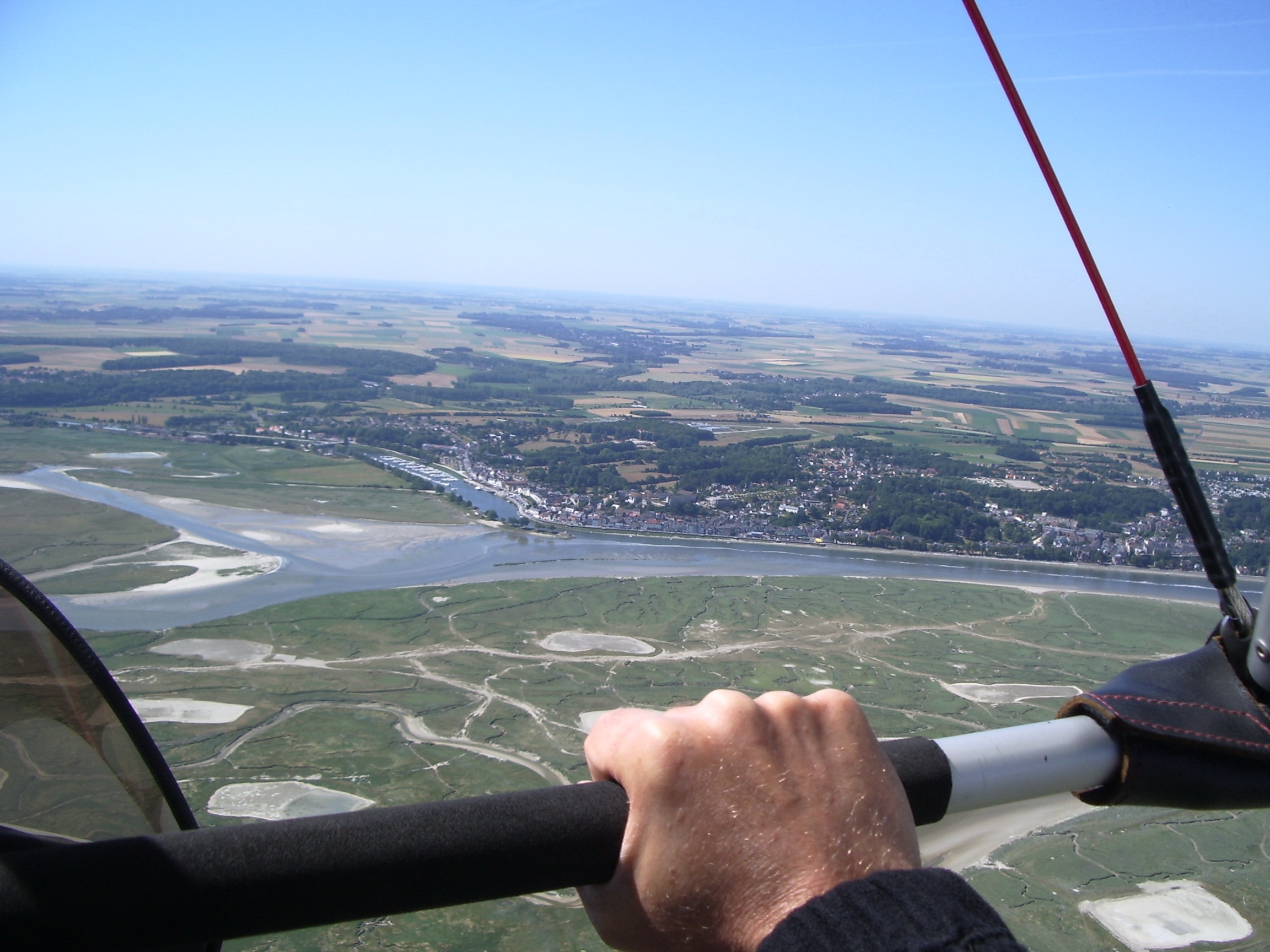
Luftaufnahme von der Somme-Mündung in die Somme-Bucht bei Saint-Valery-sur-Somme
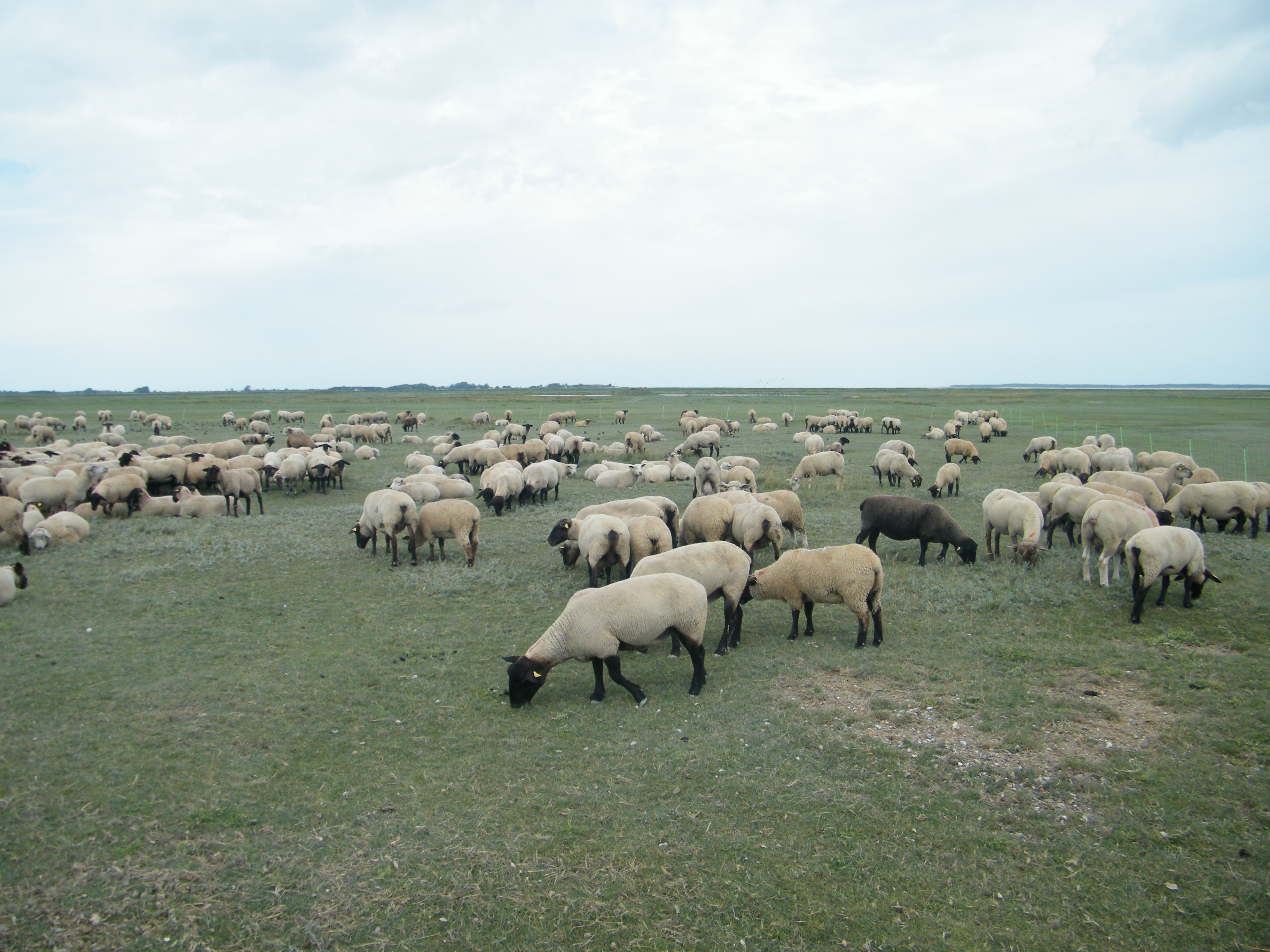
Schafe auf den Salzwiesen bei Saint-Valery-sur-Somme
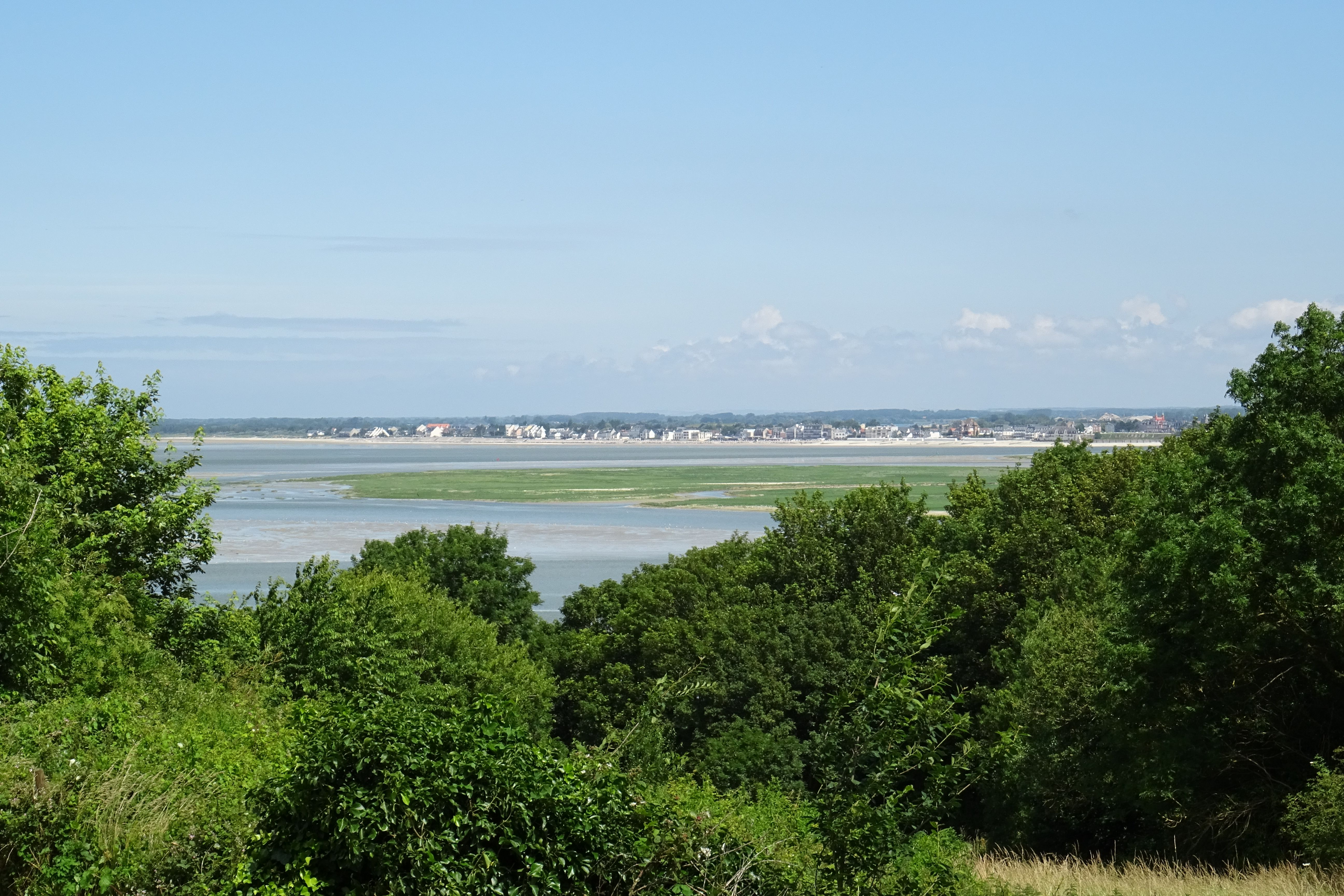
Blick über die Somme-Bucht von Saint-Valery-sur-Somme nach Le Crotoy
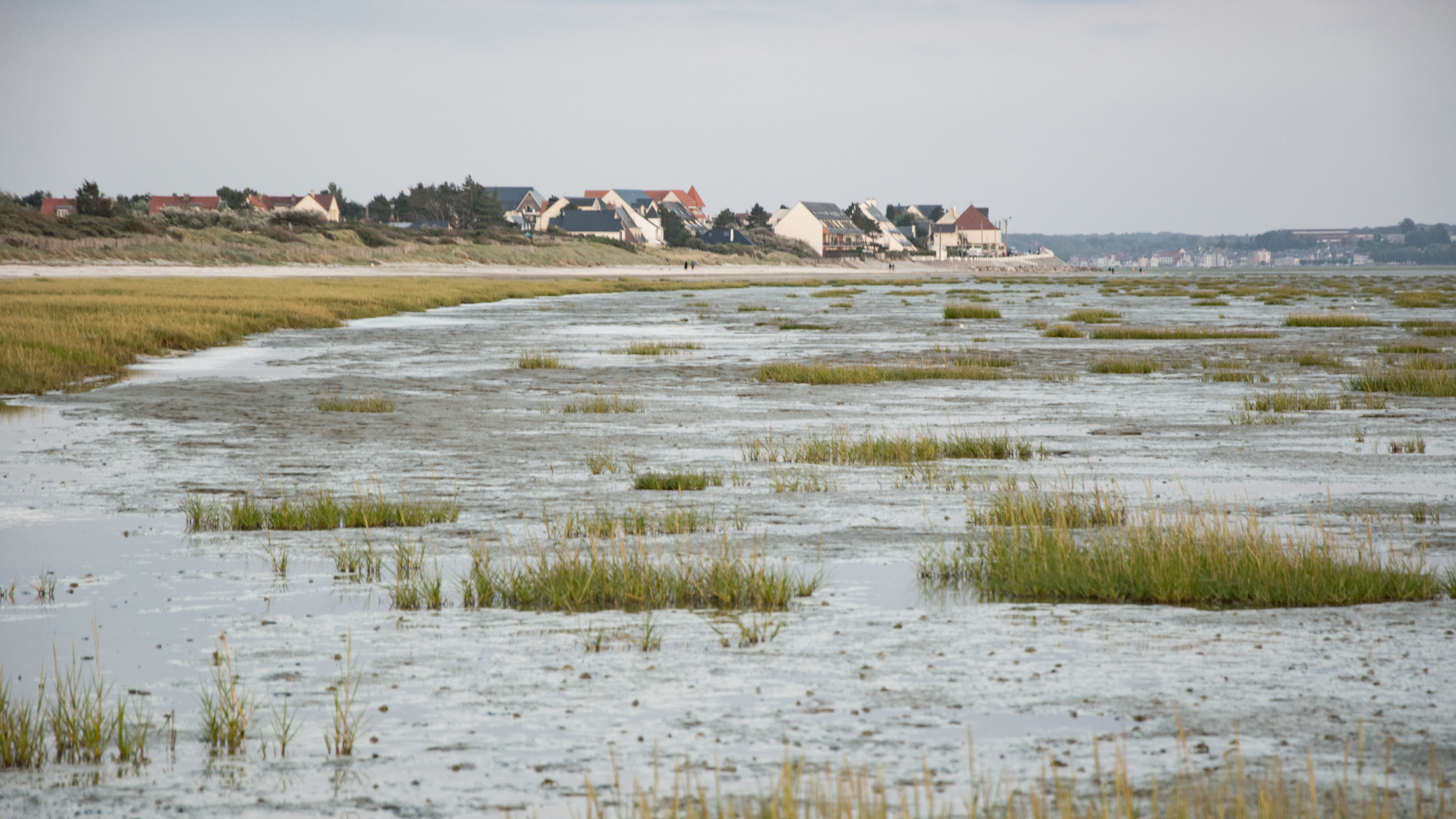
Das Naturschutzgebiet bei Le Crotoy

### Marquenterre
Der Marquenterre ist eine kleine Naturlandschaft, die sich nördlich des Somme-Tales erstreckt. Im Gebiet des Naturparks verläuft sie bis an dessen nördliche Grenze, das Tal des Flusses Authie. 
Es handelt sich um ein seit dem 13. Jahrhundert trockengelegtes Schwemmland vor den Klippen der picardischen Hochebene, das dem Meer abgerungen wurde. Es ist heute eine wasserreiche Gegend mit vielen Feuchtzonen, Mooren und Teichen, die von den Flüssen Maye und Dien, sowie zahlreichen Kanälen, die vom Authie abzweigen, mit Wasser versorgt werden. In den küstennahen Bereichen gibt es auch interessante Dünen. Im Gemeindegebiet von Saint-Quentin-en-Tourmont und Quend liegt das 250 ha große Vogelschutzgebiet Parc du Marquenterre.
Das Hinterland – östlich der Autobahn A16 – bis zur Ostgrenze des Naturparks wird überwiegend landwirtschaftlich genutzt und ist touristisch wenig erschlossen. Hier befindet sich aber auch der Staatsforst von Crécy (frz.: Forêt domaniale de Crécy).

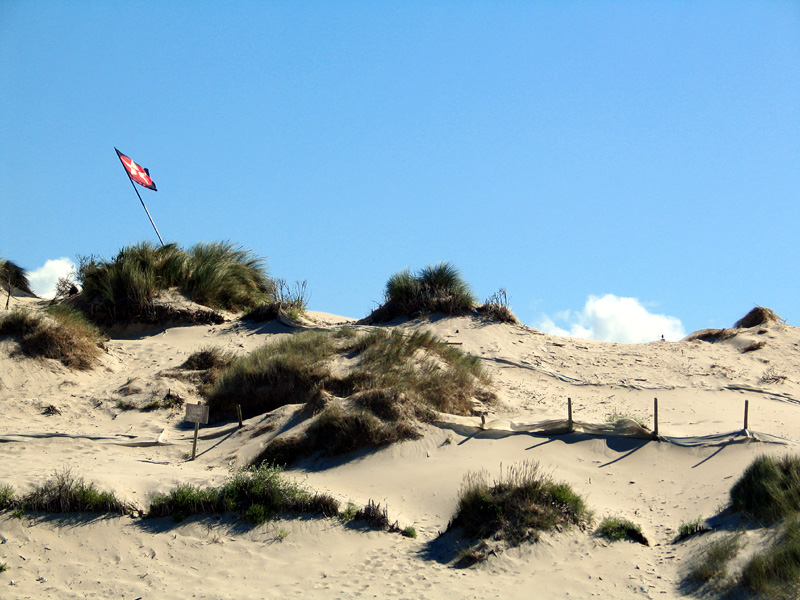
Küstendünen in Quend
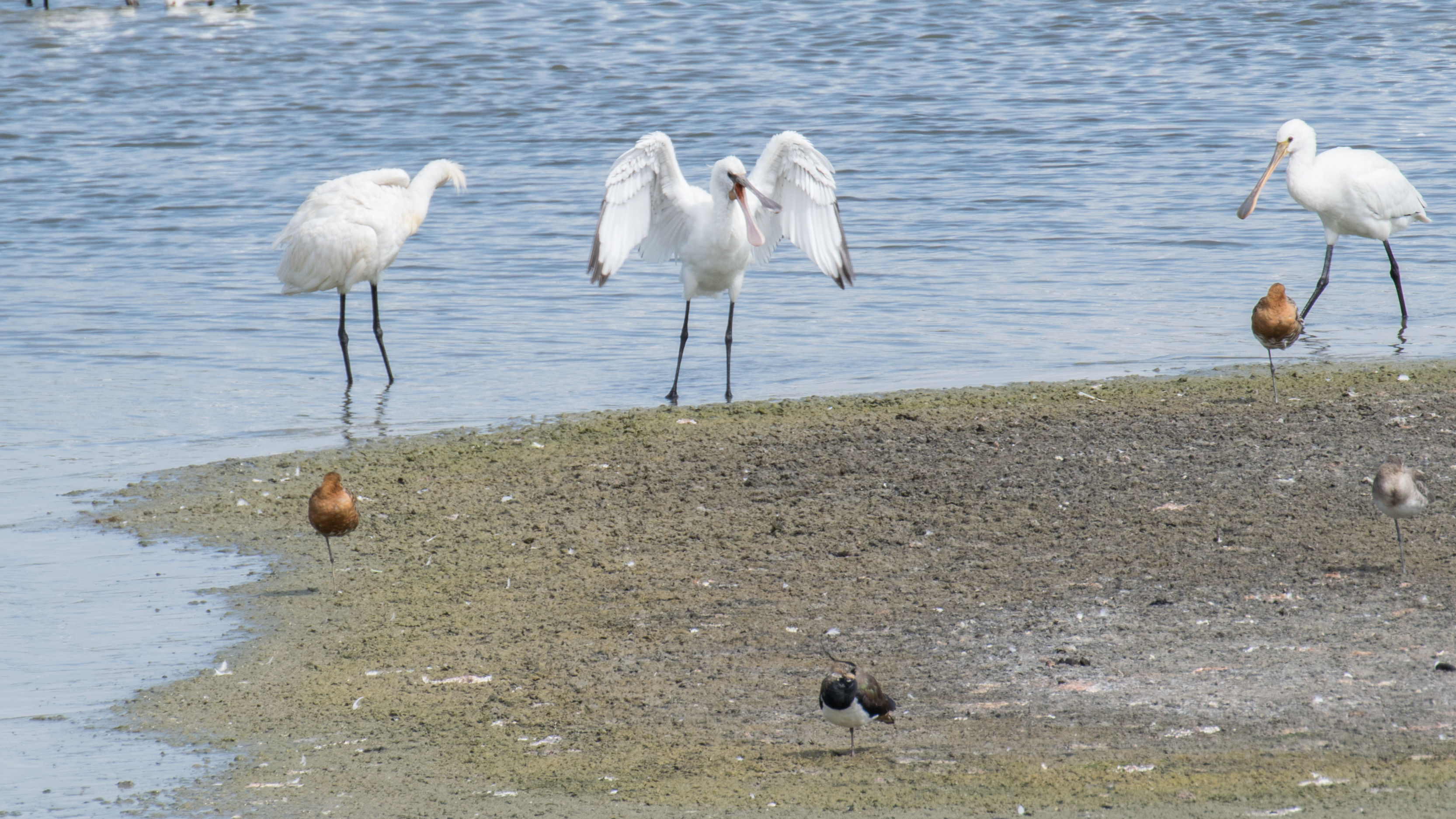
Löffelreiher im Vogelpark
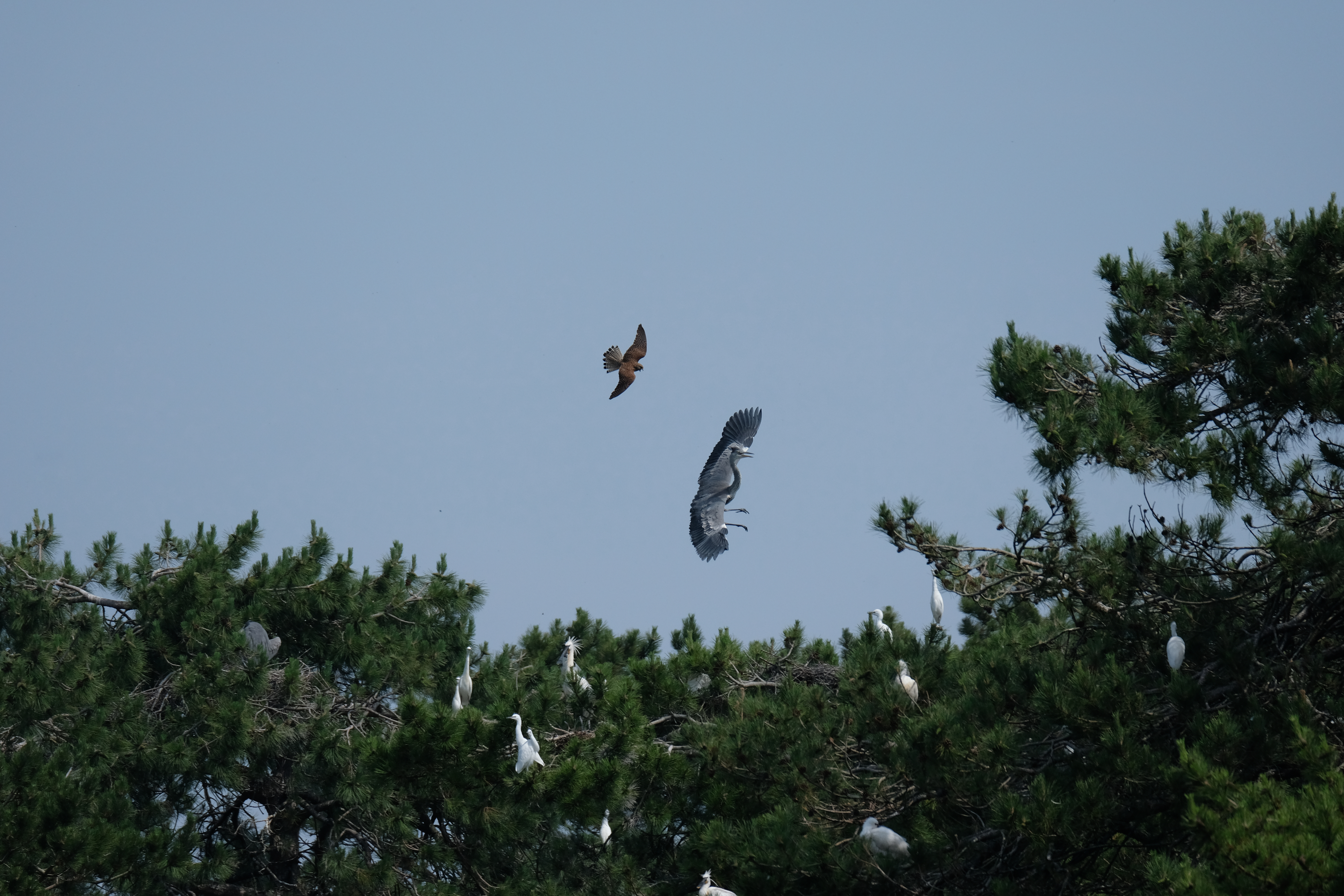
Graureiher im Vogelpark
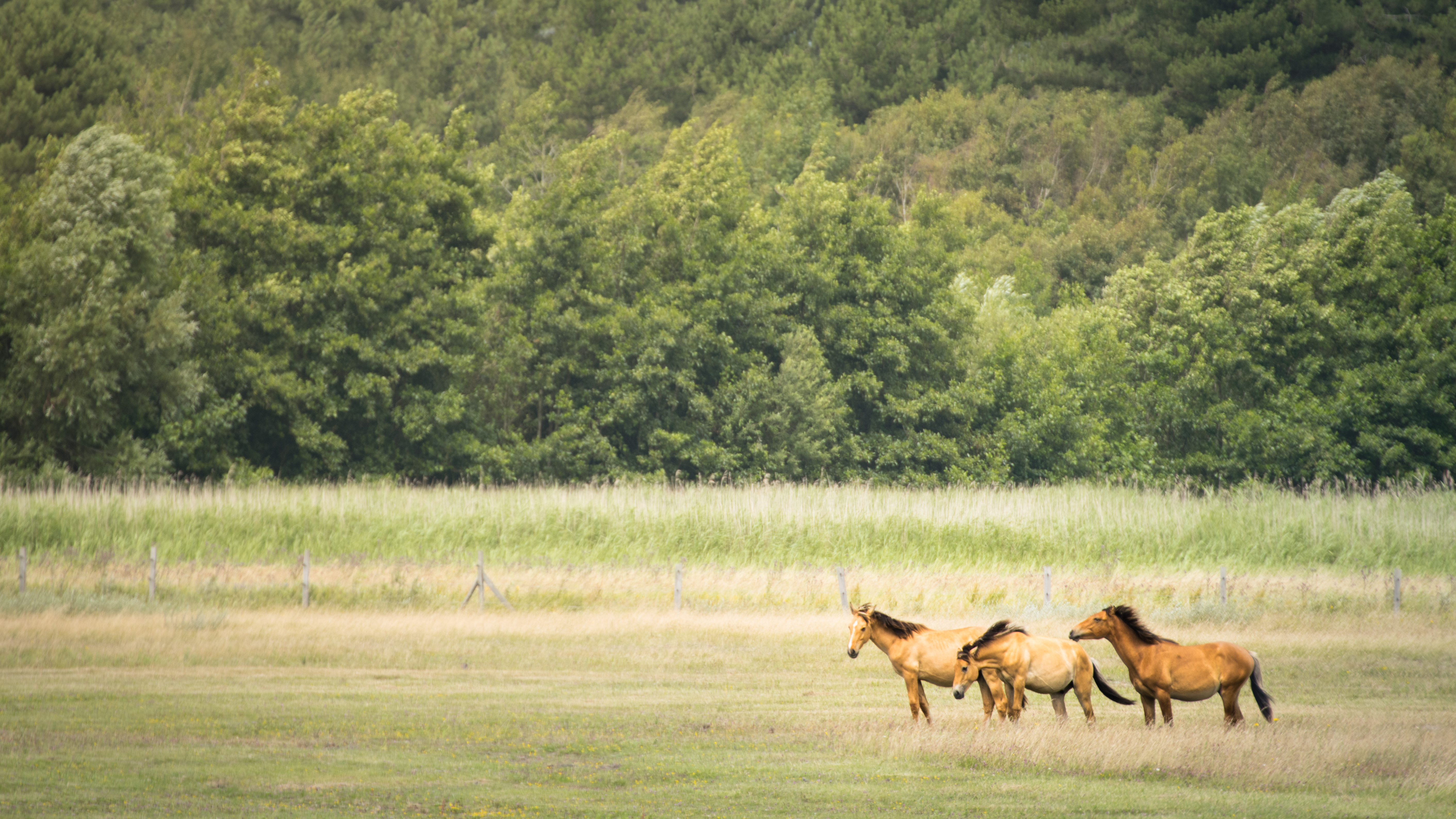
Pferde im Vogelpark
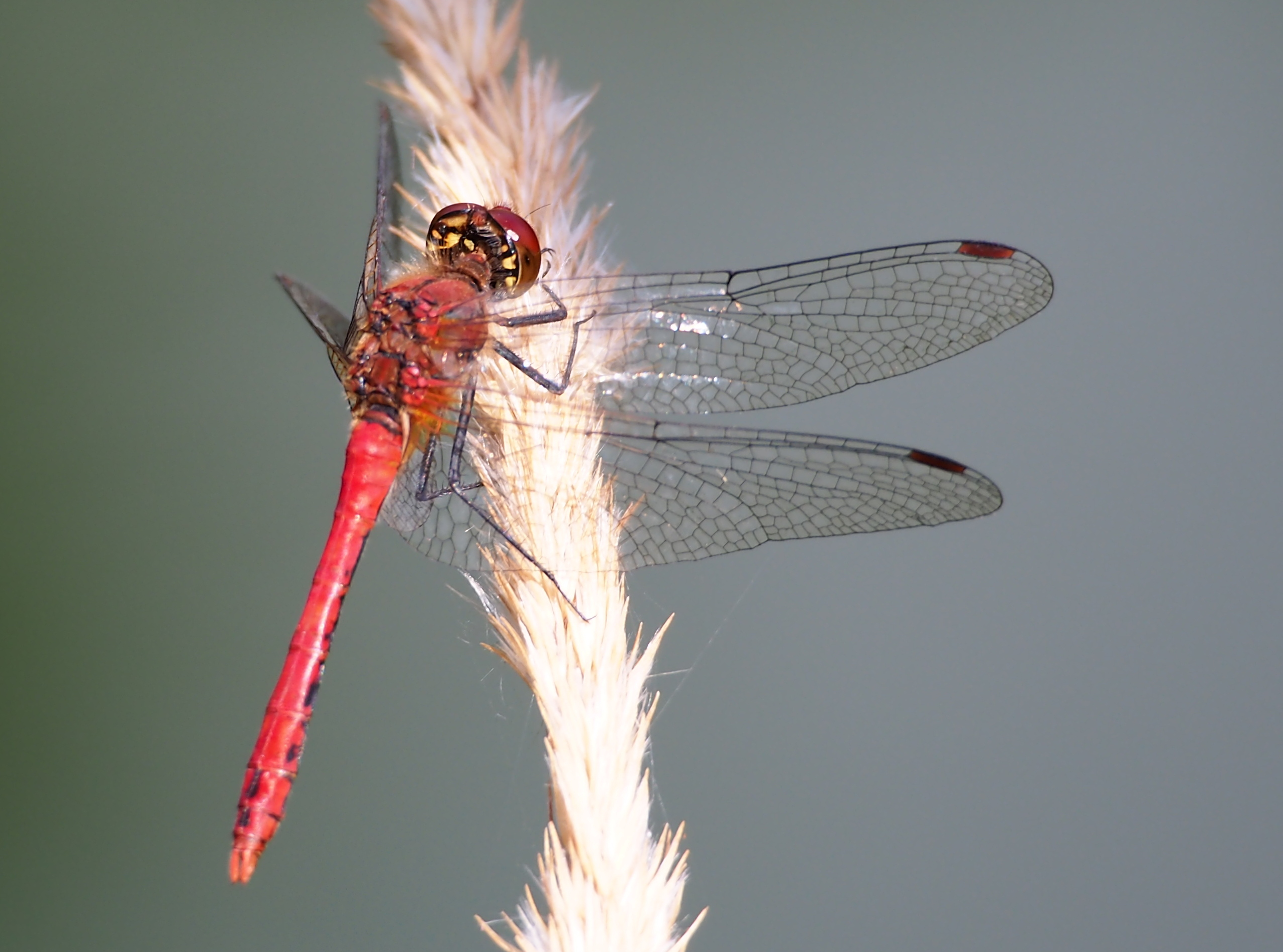
Violetter Sonnenzeiger im Vogelpark
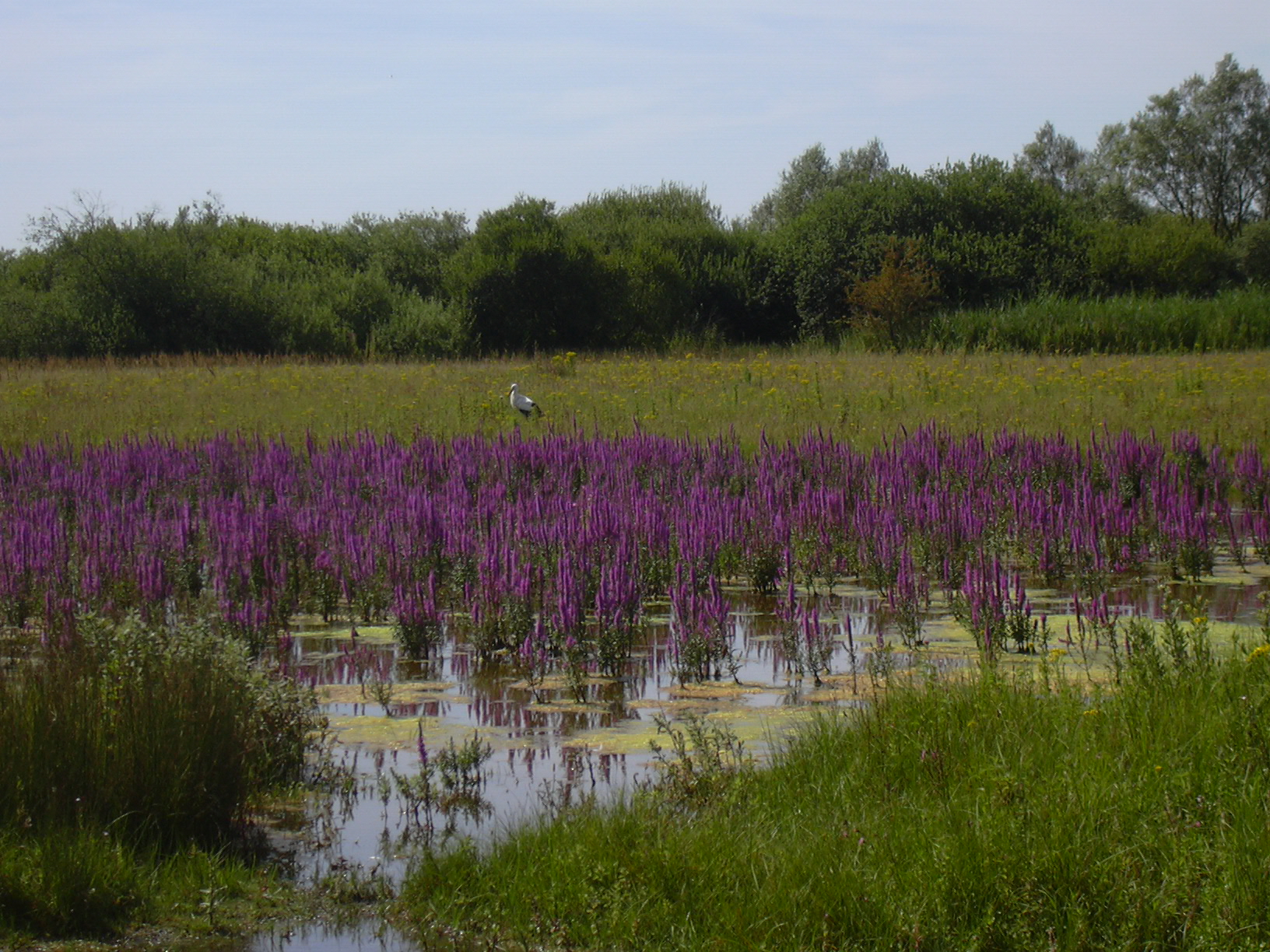
Landschaft im Vogelpark mit Weißstorch
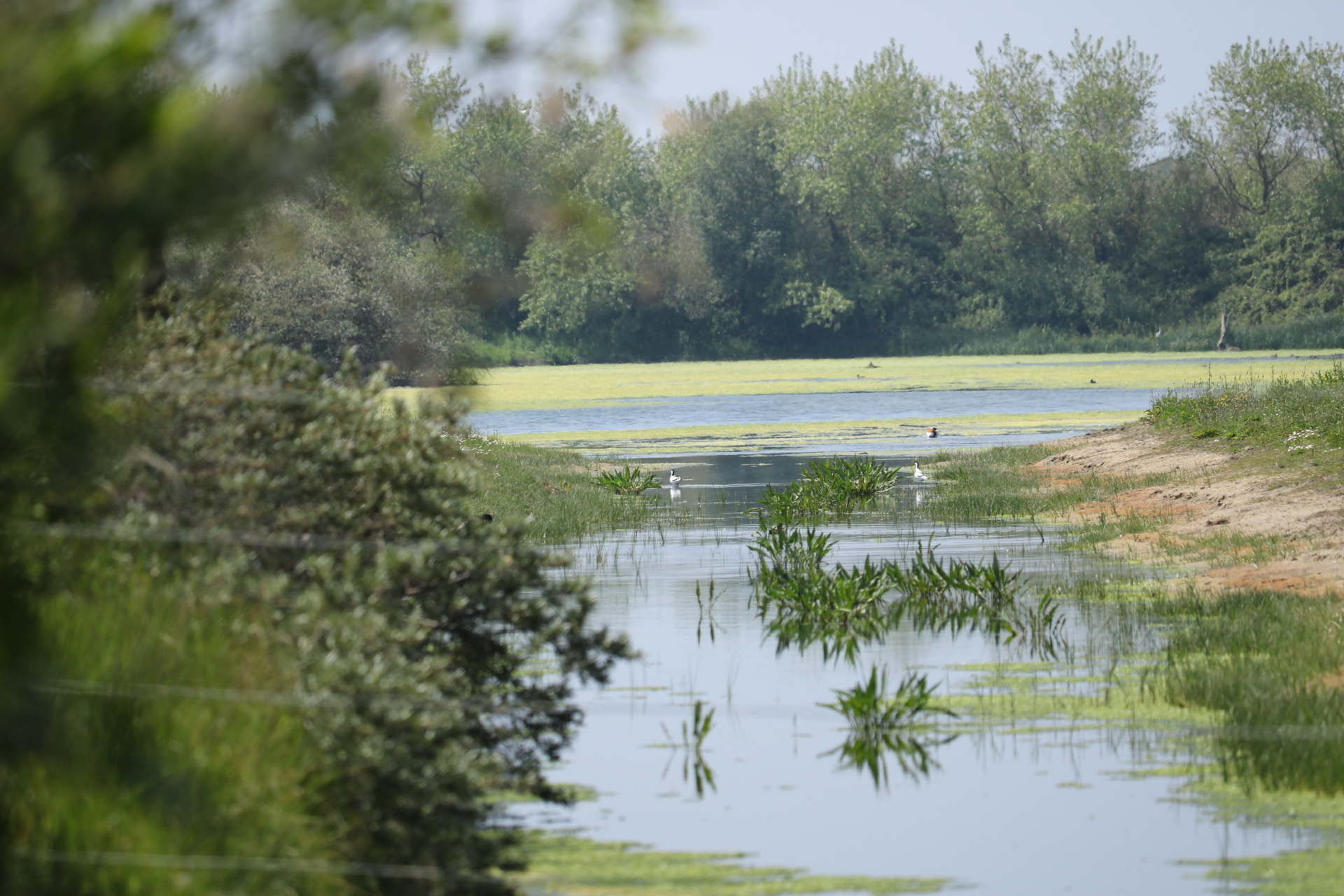
Teichlandschaft im Vogelpark
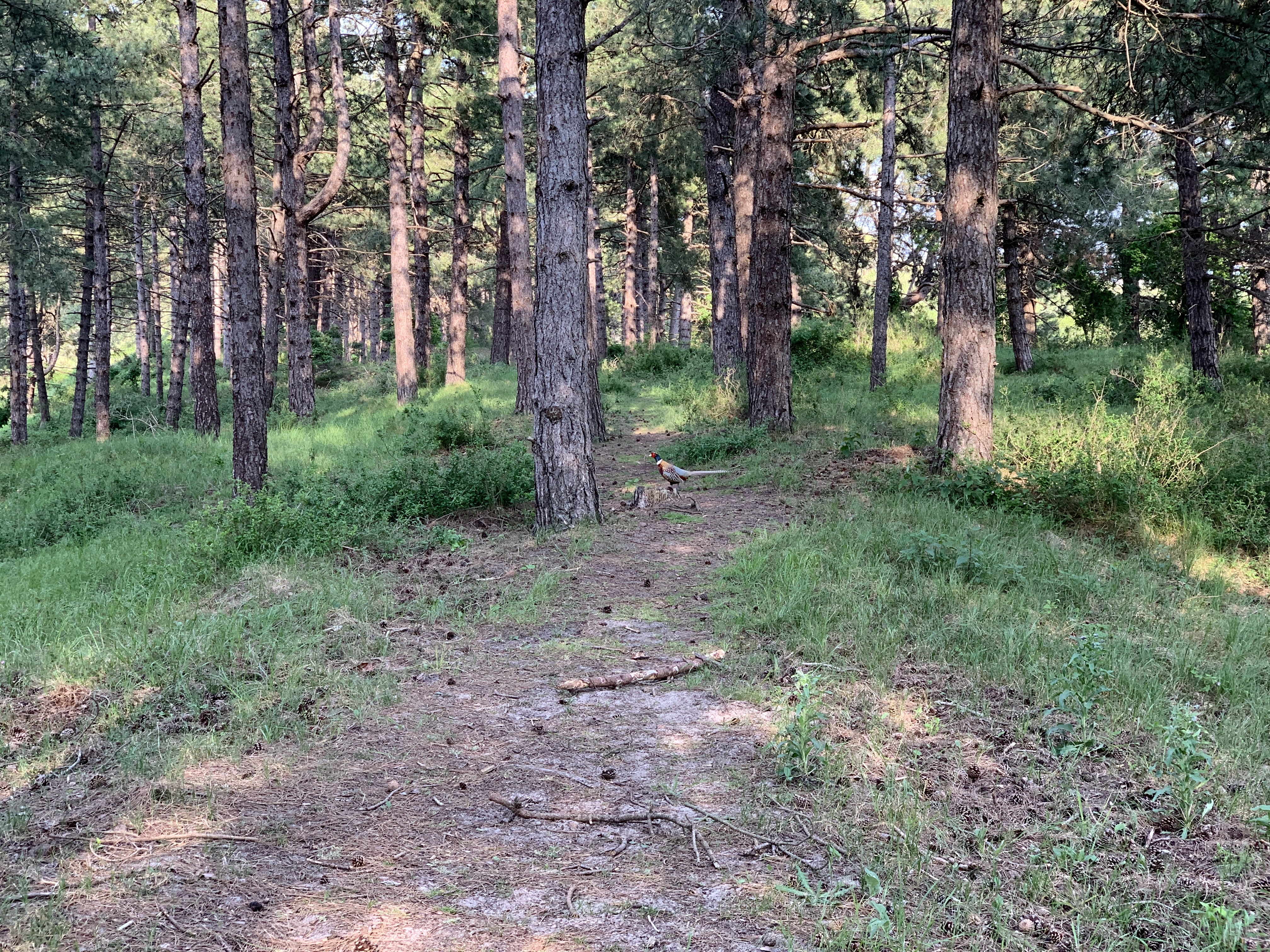
Landschaft im Vogelpark mit Fasanenartigem Vogel
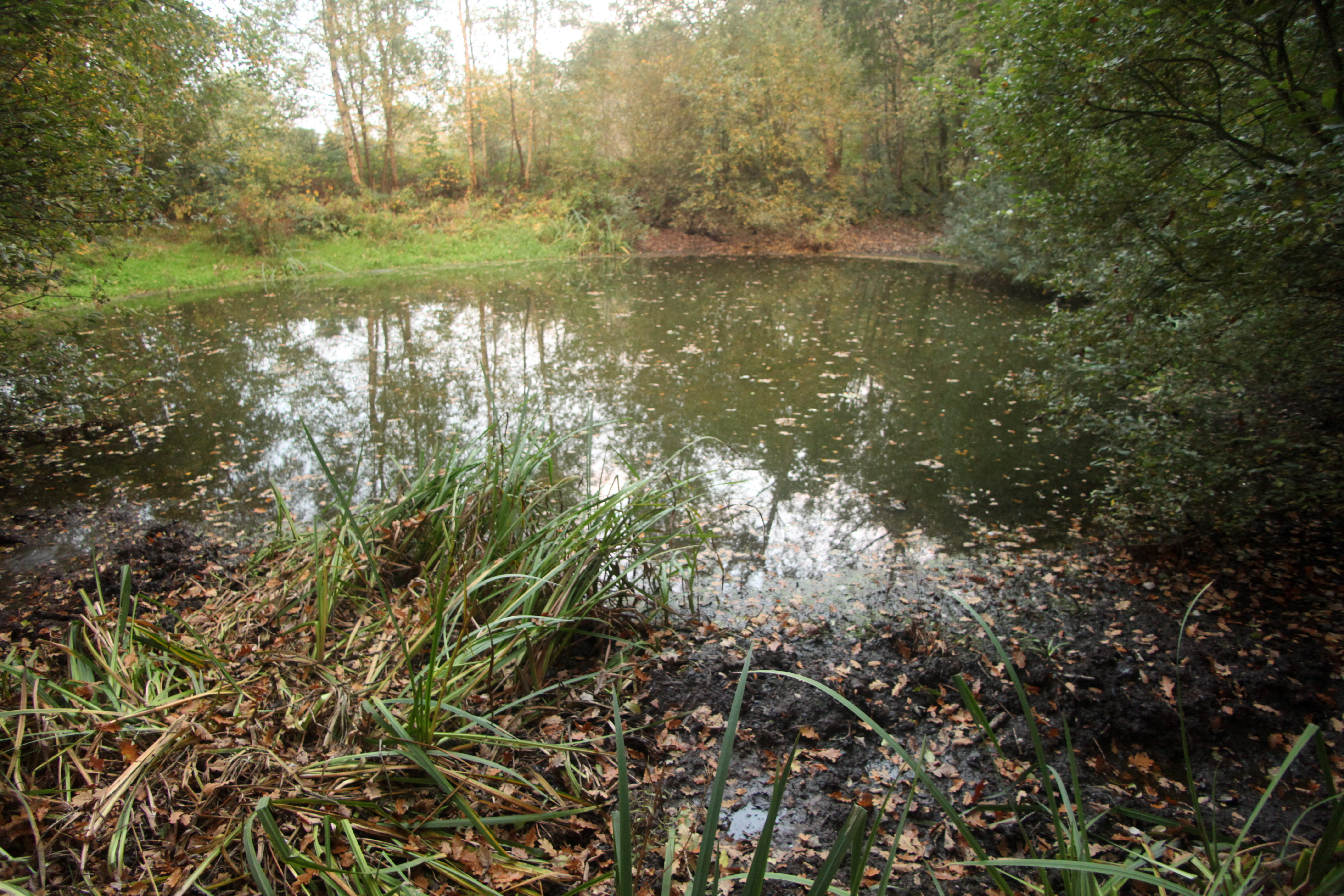
Sumpftümpel im Naturschutzgebiet Bois des Agneux in Rue
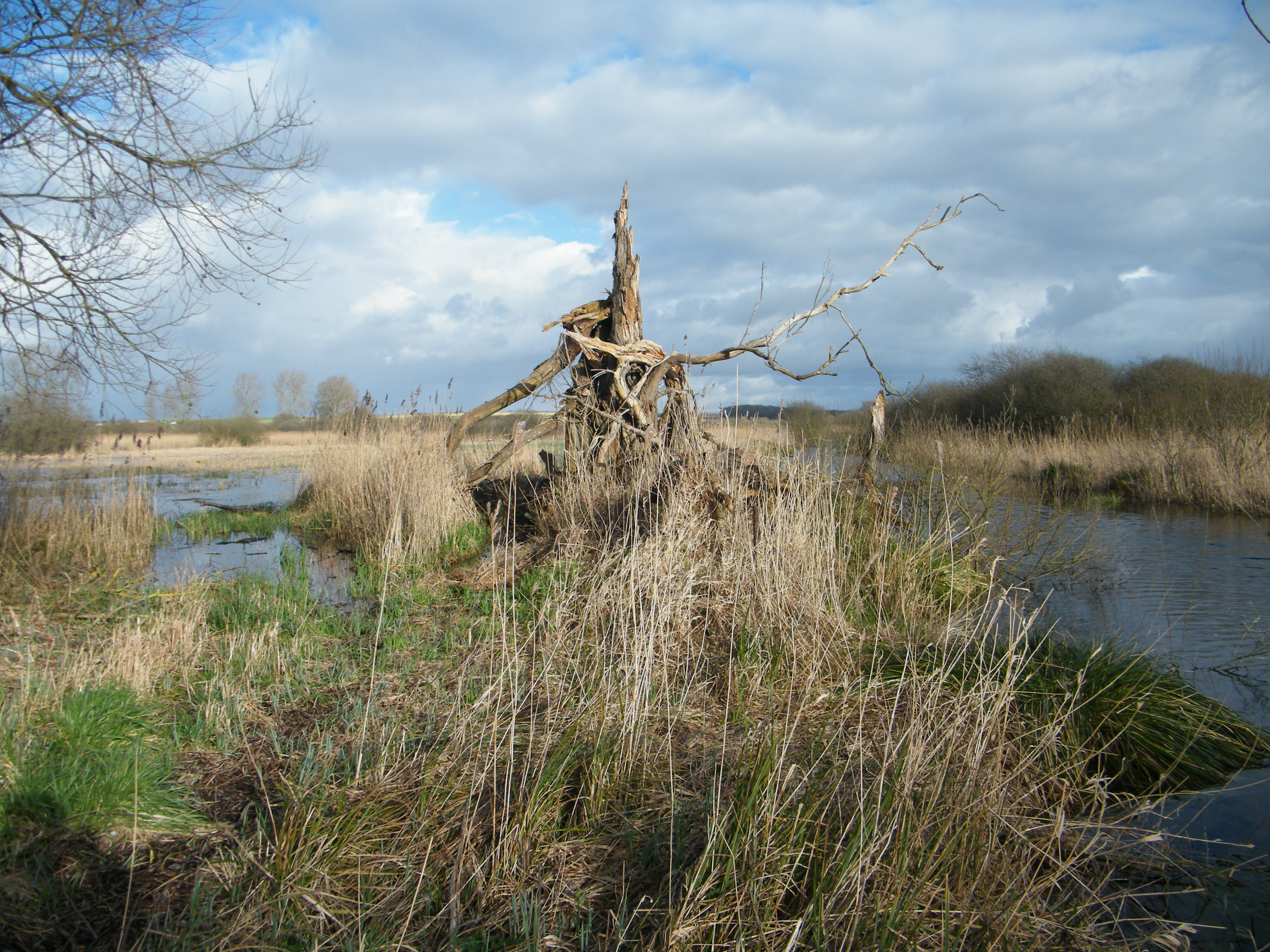
Sumpflandschaft bei Villers-sur-Authie
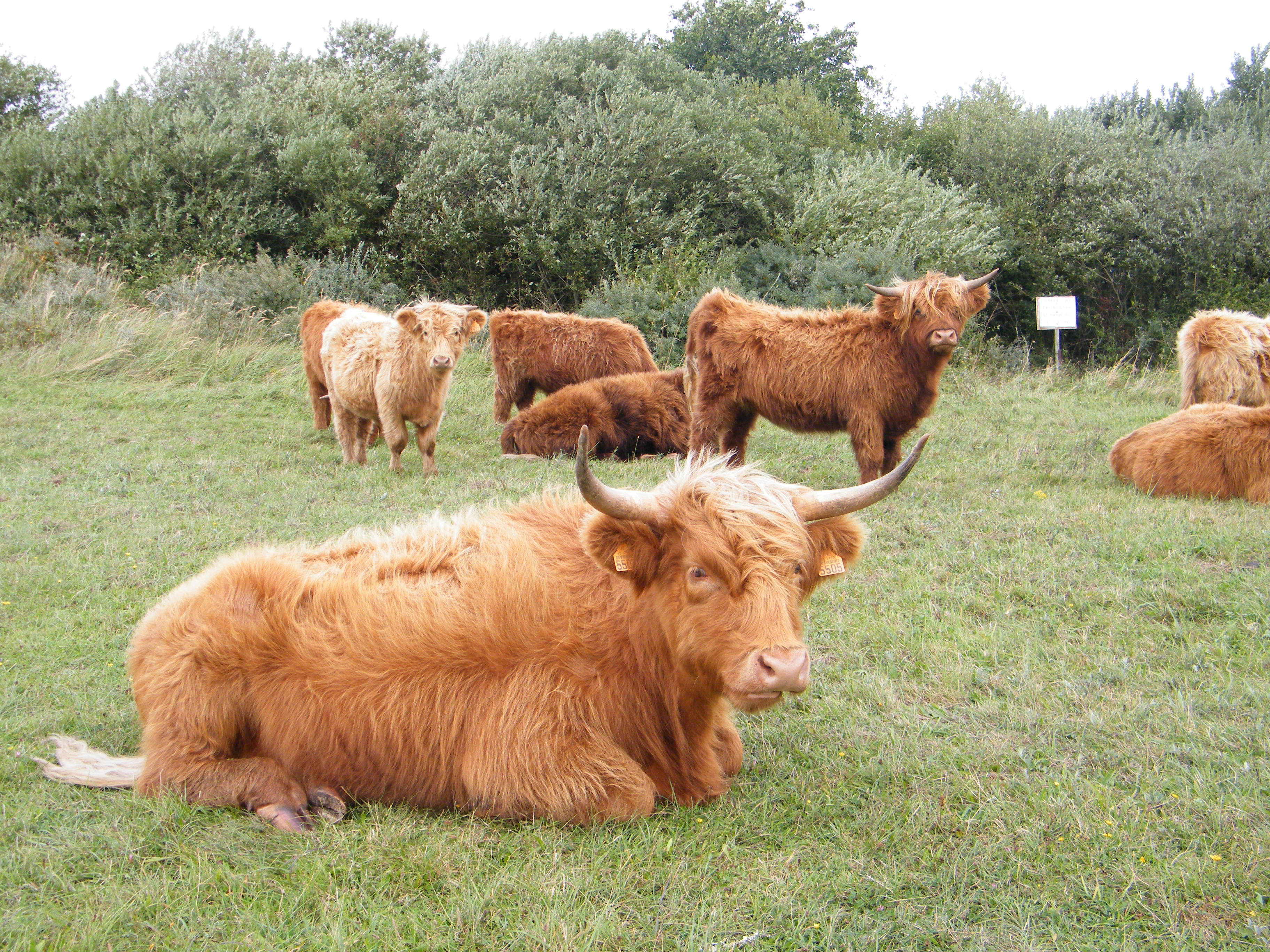
Hochlandrinder bei Le Crotoy
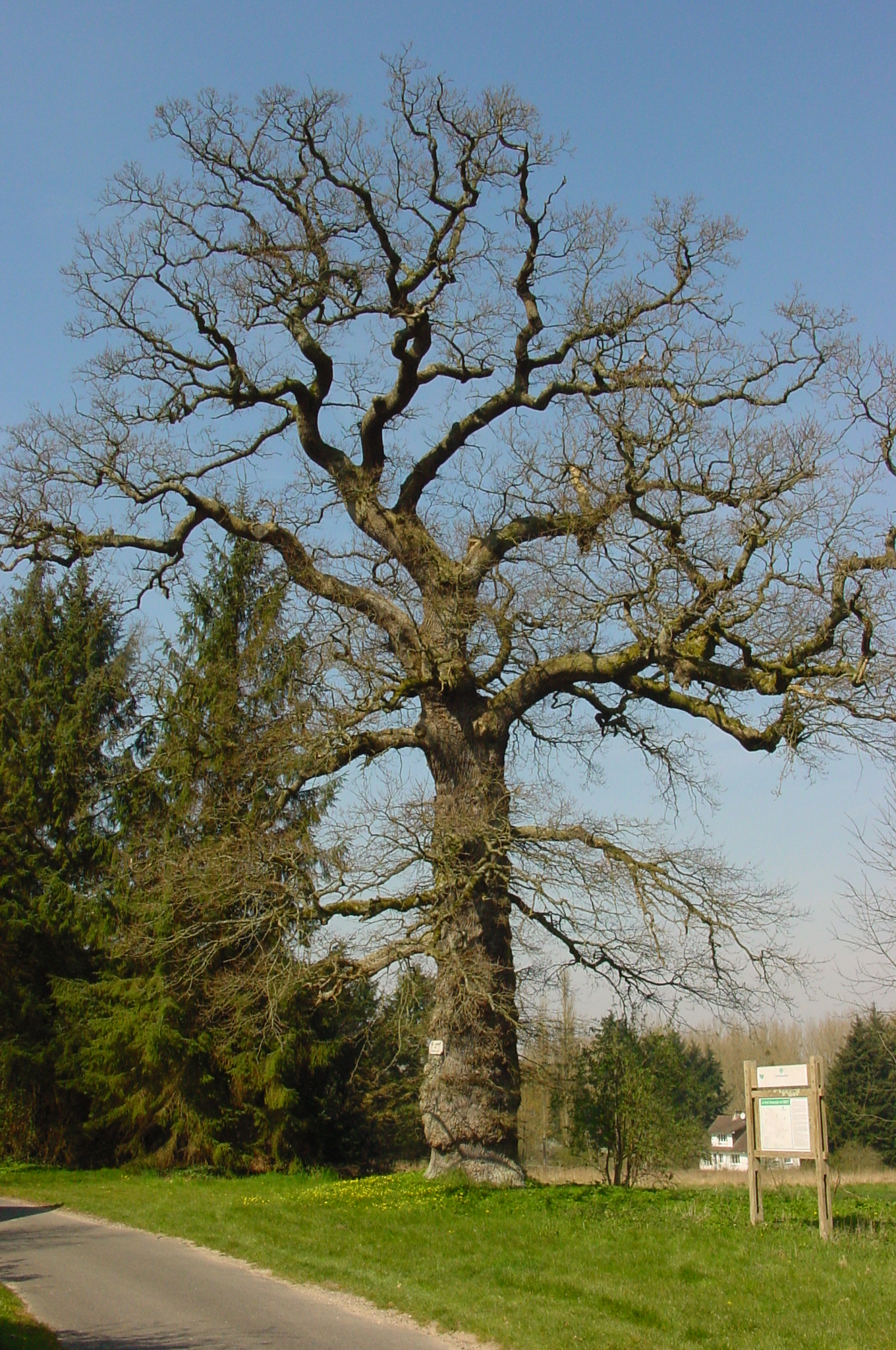
Uralte Eiche im Staatsforst von Crécy

### Vimeu
Vimeu ist der Name eine kleine Naturlandschaft, die sich südlich des Somme-Tales erstreckt. Im Gebiet des Naturparks verläuft sie bis an dessen südliche Grenze, wo der Fluss Bresle in den Ärmelkanal mündet. Es handelt sich um ein weitläufiges Kreide-Plateau auf einer Höhe von 100 bis 170 Metern, das sich leicht gewellt in einer Hanglage von Südost nach Nordwest befindet. Außer in Küstennähe ist die Landschaft eher trocken und im Norden mit langen und tiefen Trockentälern versehen. Der Südwesten des Gebietes rund um Friville-Escarbotin, Fressenneville und Feuquières-en-Vimeu ist eher industriell geprägt, während in den übrigen Teilen die Landwirtschaft dominiert. Abgesehen von den küstennahen Bereichen ist das Gebiet touristisch wenig erschlossen.

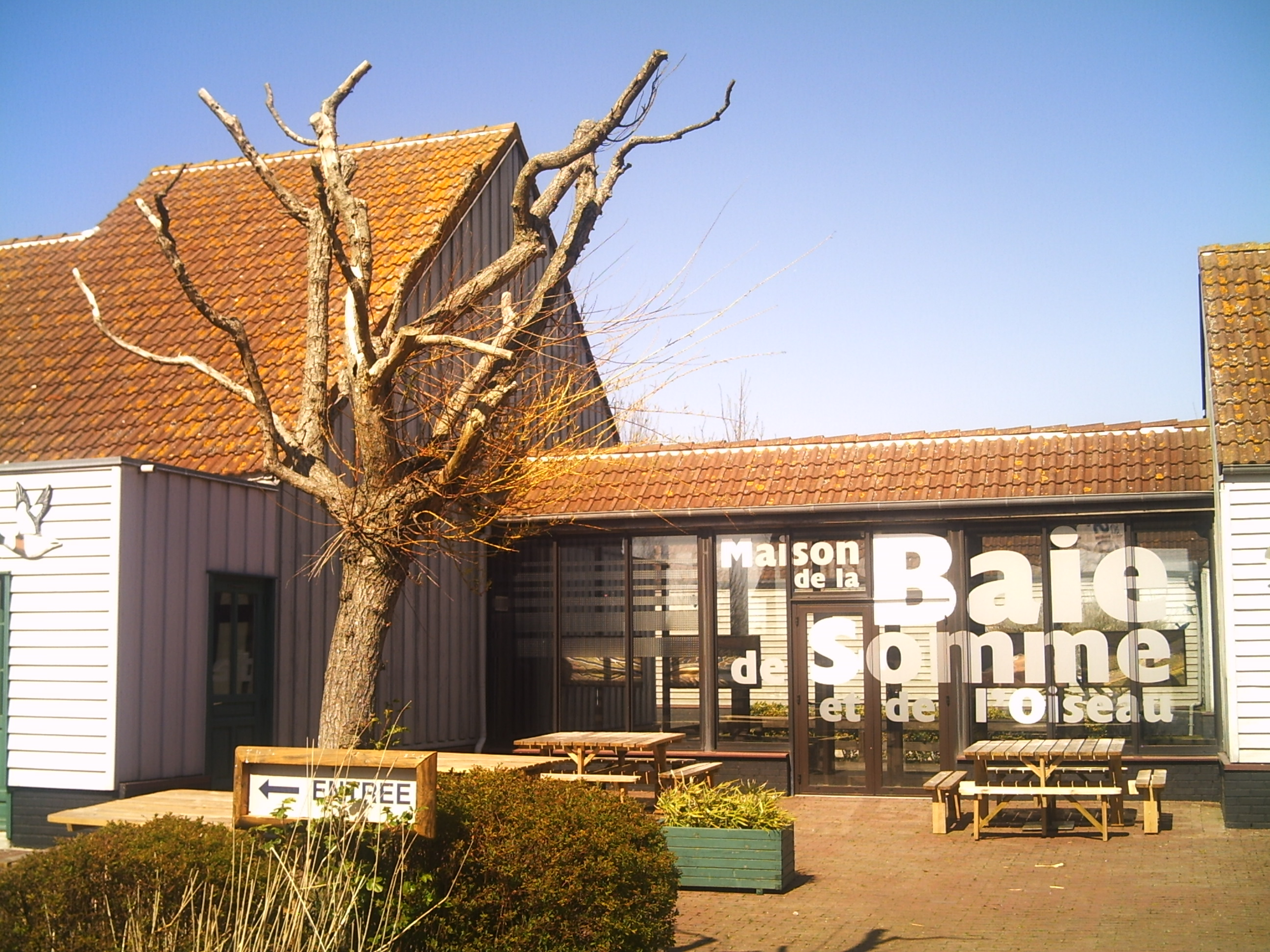
Im äußersten Nordwesten der Vogelpark der Somme-Bucht bei Lanchères
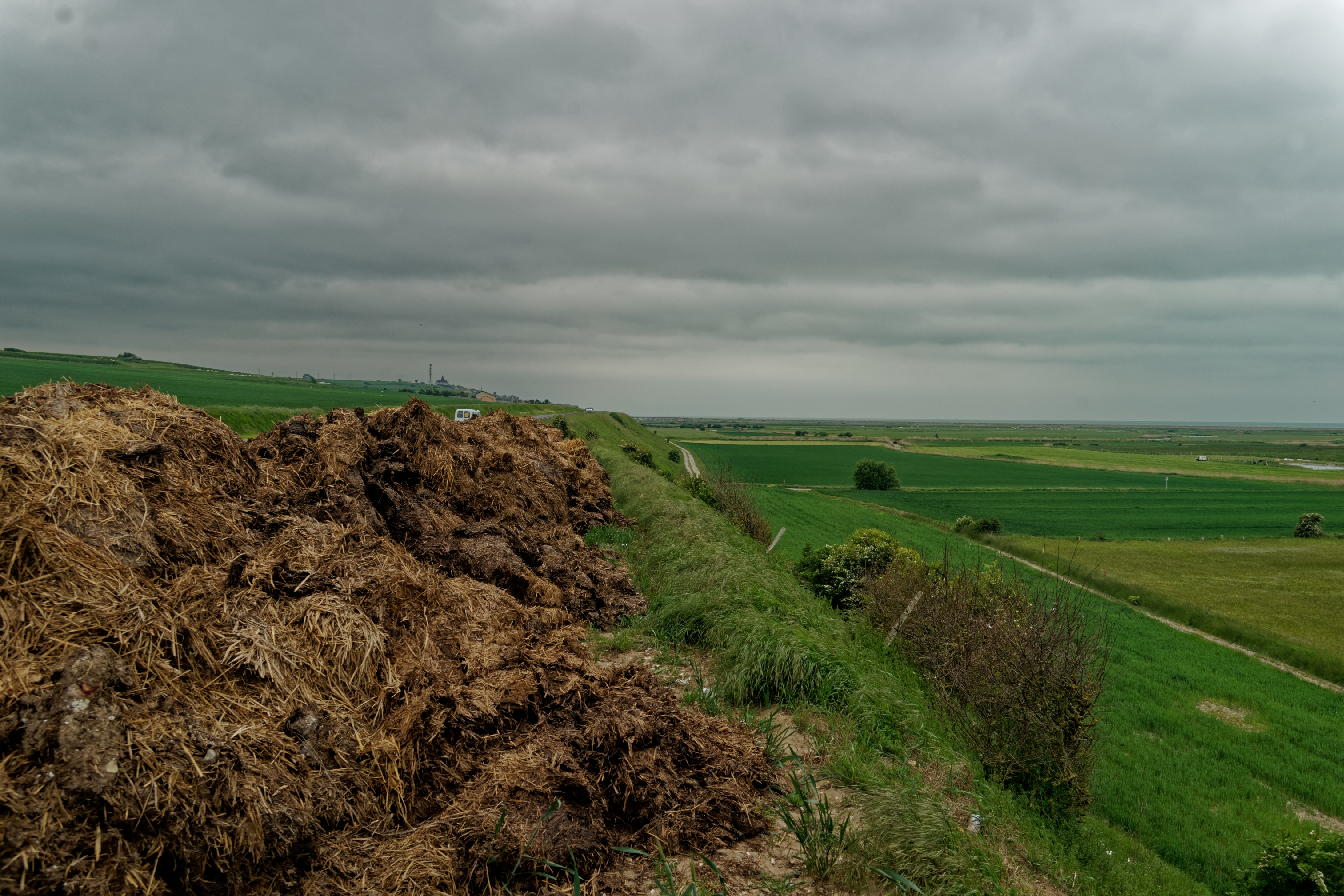
Der Abstieg vom Kalkplateau zur Meeresebene bei Ault
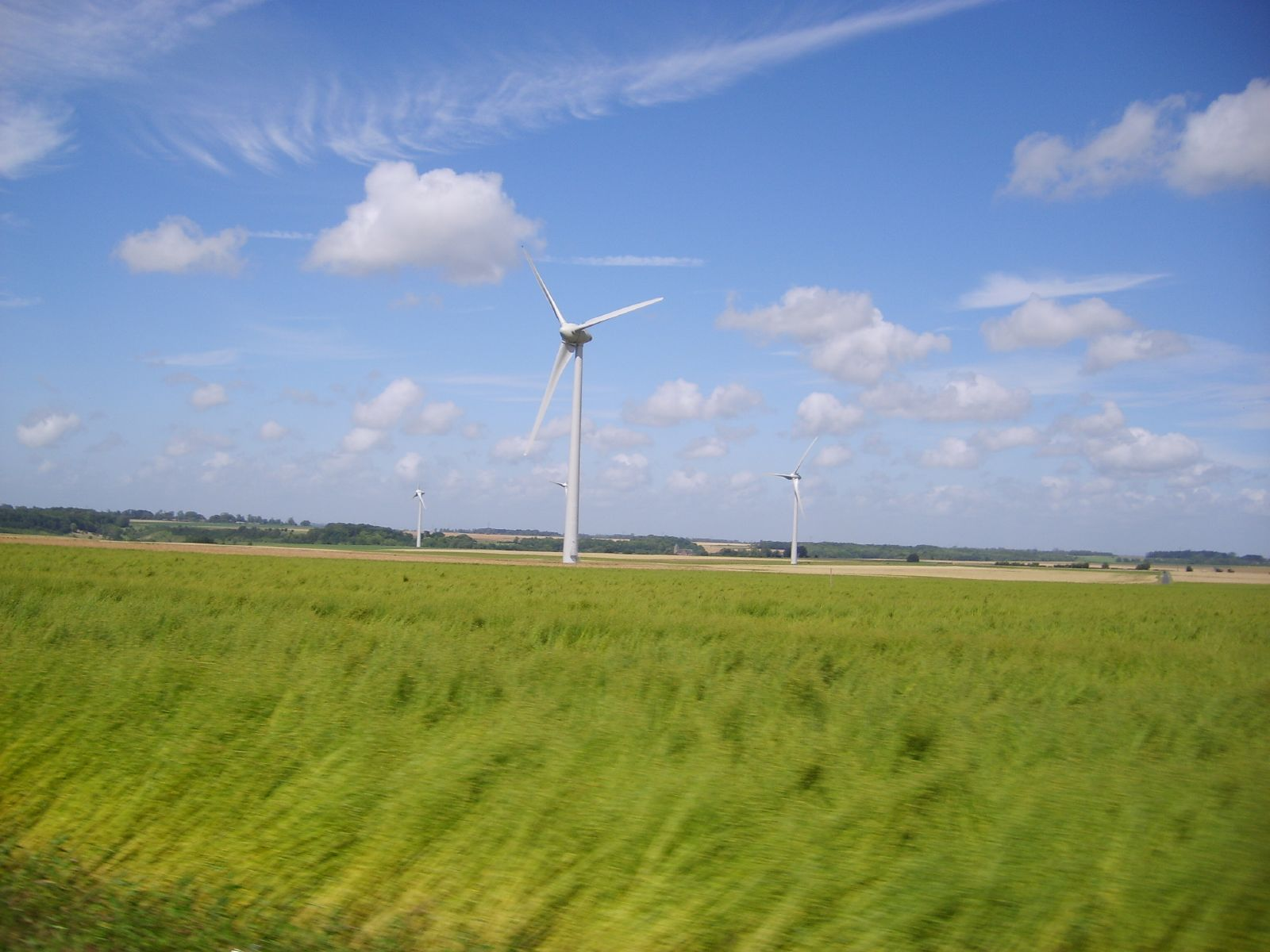
Landschaftsbild mit Windrädern bei Ochancourt
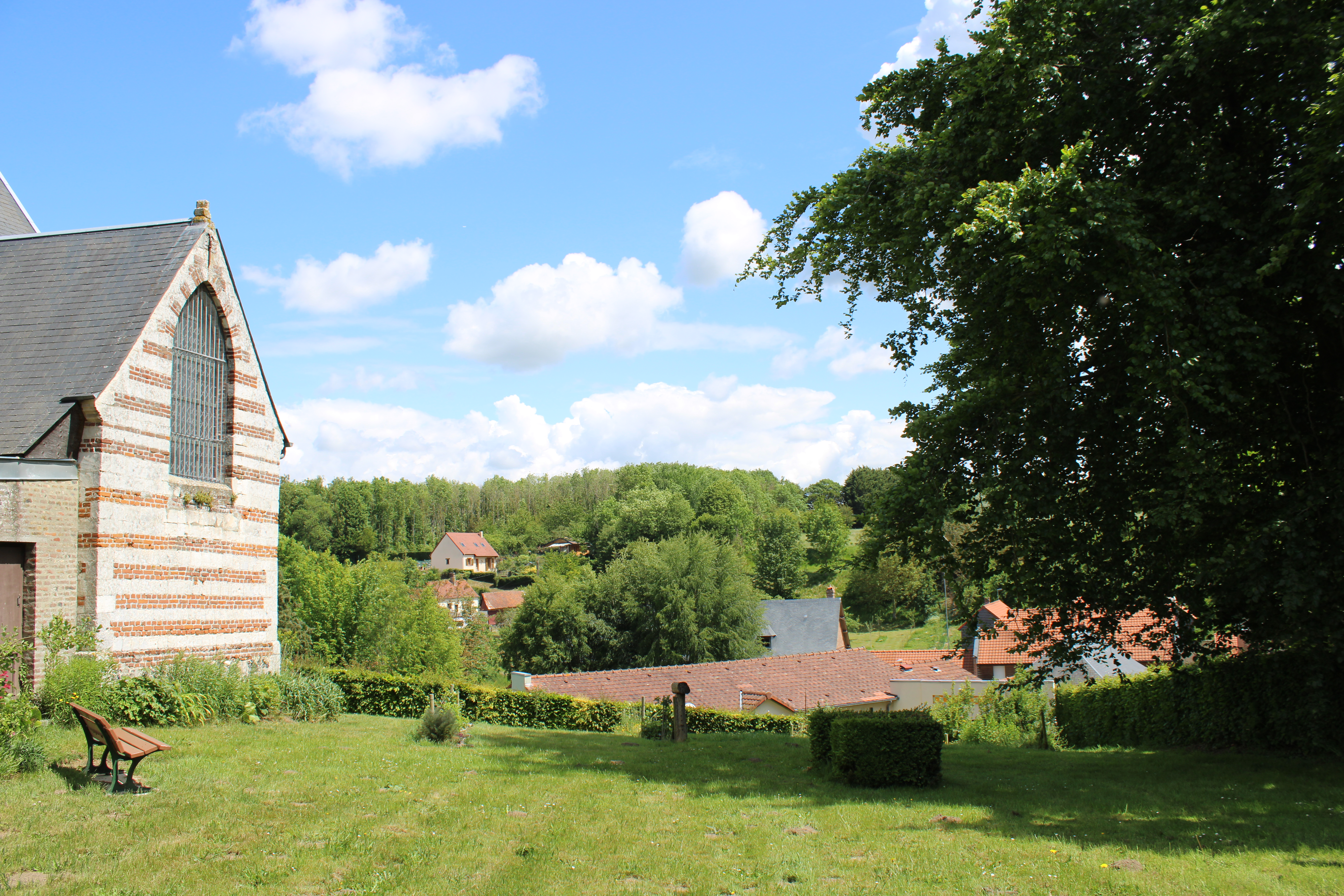
Blick auf Mons-Boubert
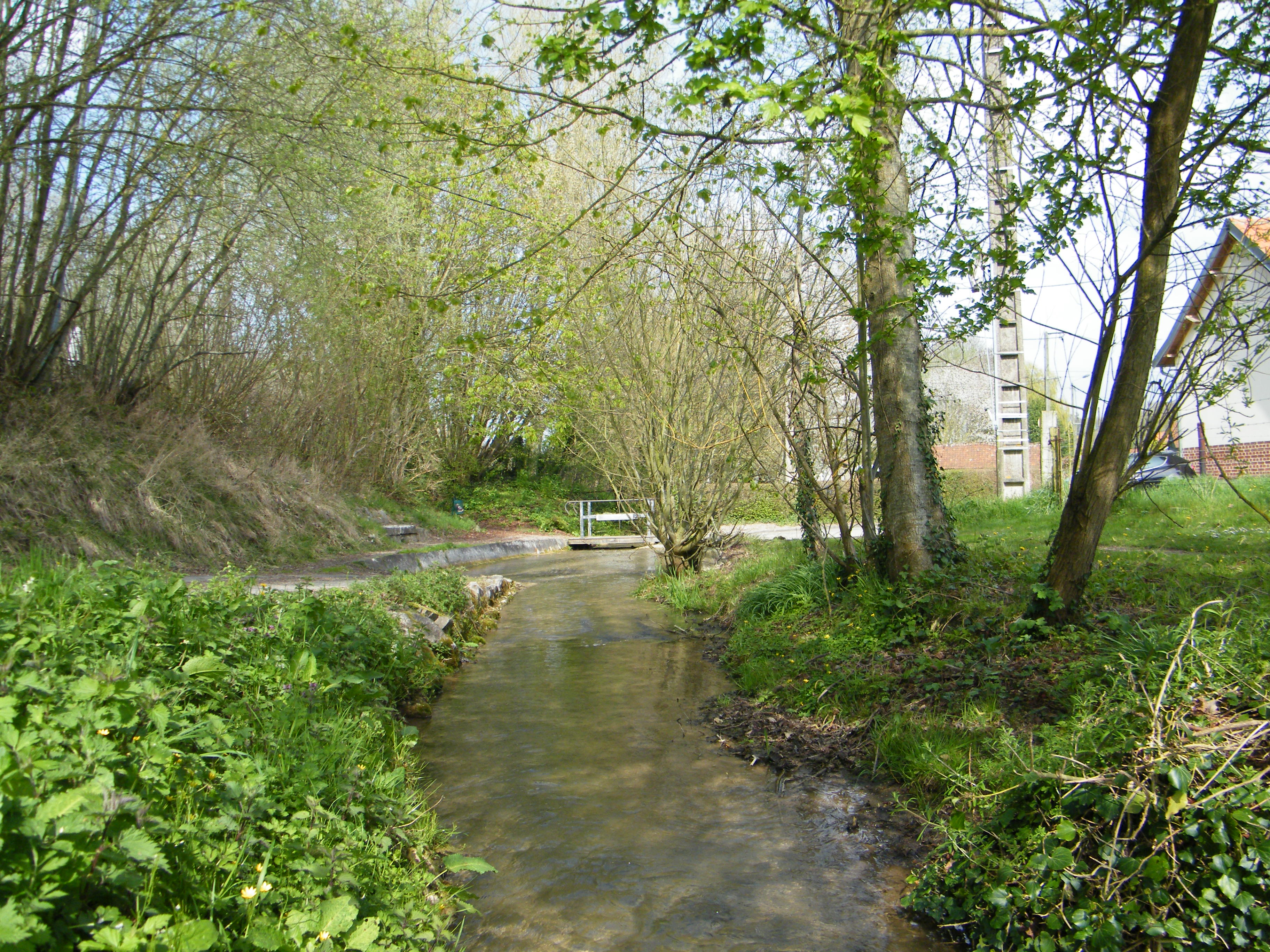
Furt durch das Flüsschen Trie bei Bouillancourt, nahe Moyenneville
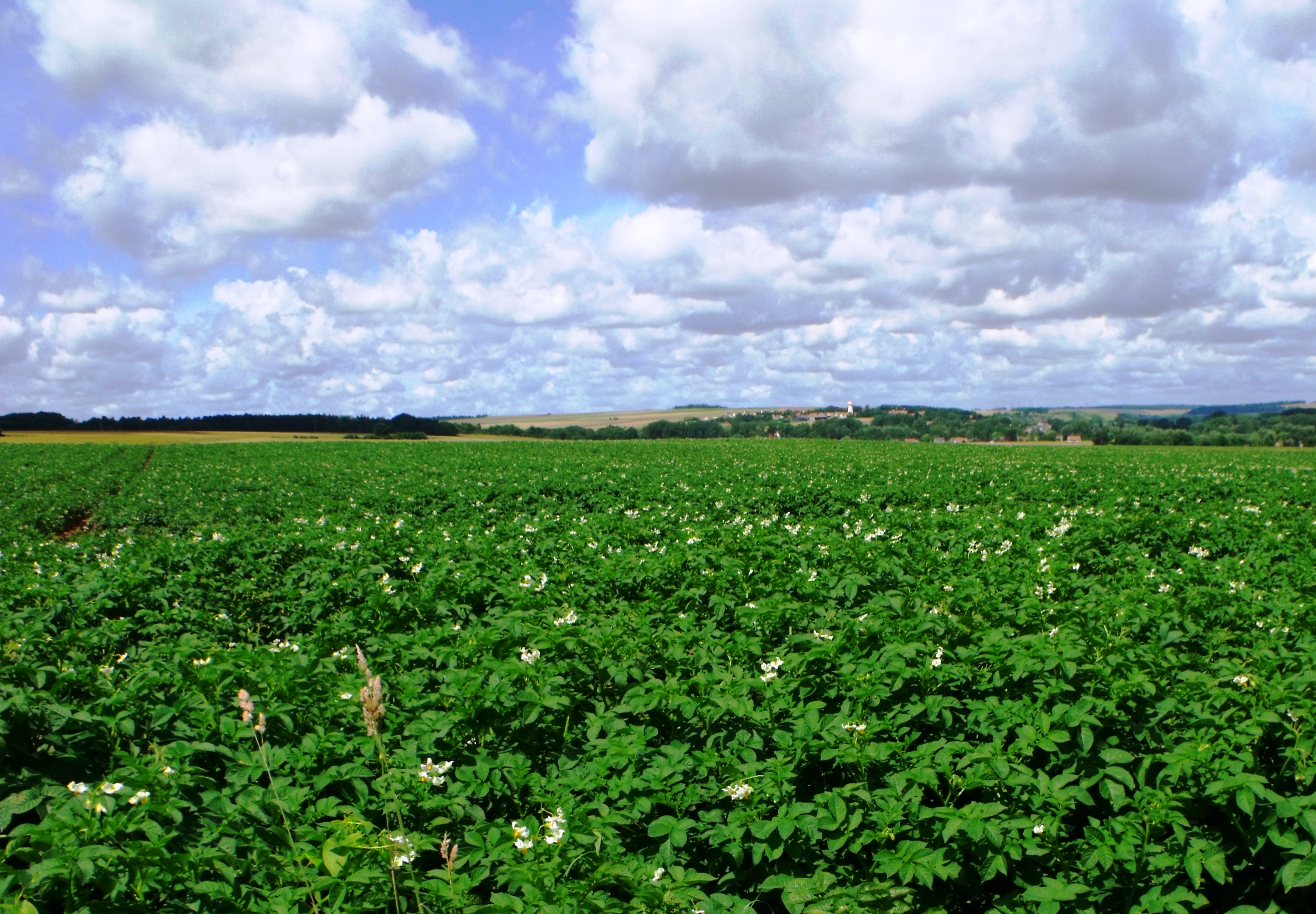
Kartoffelanbau in Bailleul

## Zielsetzung des Naturparks
Das Leitmotiv des Parks ist der gemeinsame Aufbau einer territorialen Dynamik, indem ein Markenimage genutzt wird, um die lokale Wirtschaft und touristische Attraktivität zu stärken und gleichzeitig das Lebensumfeld der Einwohner zu verbessern. Der Regionale Naturpark bietet eine Gelegenheit für die beteiligten Gemeinden gehört und durch konkrete Maßnahmen unterstützt zu werden. Er ist ein Qualitätsinstrument, das den ländlichen Gebieten zur Verfügung steht, damit das Territorium lebendig und stark bleibt und so den Weg einer nachhaltigen Entwicklung verfolgen kann.